# Pedro Calderón de la Barca
Pedro Calderón de la Barca (Madrid, 17 de enero de 1600 - 25 de mayo de 1681) fue un escritor, dramaturgo y sacerdote español, miembro de la Venerable Congregación de Presbíteros Seculares Naturales de Madrid San Pedro Apóstol y caballero de la Orden de Santiago, conocido fundamentalmente por ser uno de los más insignes literatos barrocos del Siglo de Oro, en especial por su teatro.
Poeta cortesano y soldado, en 1651 se ordenó sacerdote. Su teatro, basado en el de Lope de Vega, introduce importantes modificaciones: suprime escenas innecesarias y reduce las secundarias; subordina los personajes a uno central; acentúa las ideas monárquicas y el tema del honor. La angustia barroca de la existencia, junto con los problemas teológicos, delinean los autos sacramentales, que requieren de gran aparato escénico y donde Calderón alcanzó su máximo lirismo. Su lenguaje es la culminación del culteranismo y su riqueza expresiva posee elementos del conceptismo intelectual, como se evidencia en su obra La vida es sueño (1635).
Sus obras y sus creaciones han sido divididas temáticamente: comedias religiosas (La devoción de la cruz), histórico-legendarias (El sitio de Breda), de enredo (Casa con dos puertas, mala es de guardar), de honor (El médico de su honra), filosóficas (El gran teatro del mundo), mitológicas (Eco y Narciso) y auto-sacramentales (A Dios por razón de estado).

## Biografía
Pedro Calderón de la Barca nació en Madrid el lunes 17 de enero de 1600 y fue bautizado en la parroquia de San Martín. Su padre, Diego Calderón, era hidalgo de origen montañés (Viveda, Santillana del Mar, Cantabria) y por herencia paterna había asumido el cargo de secretario del Consejo y Contaduría Mayor de Hacienda, sirviendo en él a los reyes Felipe II y Felipe III. Diego se casó en 1595 con Ana María de Henao, perteneciente a una familia también de origen noble. Pedro fue el tercero de los seis hijos que el matrimonio alcanzó a tener, tres varones y tres mujeres, de los que solo cuatro pasaron de la infancia: Diego, el primogénito; Dorotea —monja en Toledo—; Pedro y Jusepe o José. Estos hermanos estuvieron siempre bien avenidos, como declaró Diego Calderón en su testamento (1647):

Siempre nos hemos conservado todos tres en amor y amistad, y sin hacer particiones de bienes... nos hemos ayudado los unos a los otros en las necesidades y trabajos que hemos tenido.

Sin embargo, tenían también un hermano natural, Francisco, que ocultaron bajo el apellido de "González" y fue expulsado de la casa paterna por don Diego, aunque este dejó escrito en 1615 que se le reconociera como legítimo a no ser que hubiera contraído matrimonio "con esa mujer con quien trató de casarse", en cuyo caso sería desheredado.
El linaje de los Calderón de la Barca es muy antiguo y amplio. Fray Felipe de la Gándara escribió un libro sobre esta materia en 1661, cuyo capítulo XII "De los Calderones de Sotillo, en la jurisdicción de Reinosa", está dedicado a la rama a la que pertenece el dramaturgo. El escudo de la familia consistía en cinco calderones negros en campo de plata y por orla ocho aspas de oro en campo de gules; portaba el lema "Por la fe moriré". La casa solariega de la estirpe se encuentra en Viveda (Cantabria), y es conocida como Casa-torre de los Calderón de La Barca.
Empezó a ir al colegio en 1605 en Valladolid, porque allí estaba la Corte, pero el padre, de carácter autoritario, decidió destinarlo a ocupar la capellanía de San José en la parroquia de San Salvador que había reservado la abuela Inés de Riaño y Peralta al hijo mayor de la familia que fuese sacerdote. Ya en Madrid, la familia se instaló en 1607 en unas casas de la calle de las Fuentes que hacían esquina a la bajada a los Caños del Peral. Pedro Calderón ingresó en el Colegio Imperial de los jesuitas de Madrid en 1608, situado donde ahora se encuentra el Instituto San Isidro, y allí permaneció hasta 1613 estudiando gramática, latín, griego y teología. La amplia formación que recibió allí amplió su conocimiento y lecturas, y configuró de manera decisiva su producción literaria y su vida. Cuando ya llevaba en el colegio dos años, falleció su madre de sobreparto, así como la niña que dio a luz (22 de octubre de 1610). En 1613 falleció también la abuela Inés de Riaño y se abrió su testamento, en que declaraba su voluntad de que el mayor de sus nietos ocupase la citada capellanía. Don Diego desenviudó al casarse en segundas nupcias en 1614 con la dama Juana Freyle Caldera, de buena pero empobrecida familia; pero también el padre falleció súbita e inesperadamente al año siguiente, el 21 de noviembre de 1615. 
Por este motivo Pedro, que había ingresado en la Universidad de Alcalá el año antes, tuvo que interrumpir sus estudios para que se leyeran las abusivas cláusulas del testamento, que indispusieron a los hermanos contra su madrastra, con la que entablaron un pleito aun siendo menores de edad (el mayor, Diego, tenía diecinueve años, pero la mayoría de edad se otorgaba entonces a los veinticinco), fallado con un concierto fechado en Valladolid en 1618. Doña Juana se volvió a casar y los hermanos quedaron desde 1616 bajo la tutela, educación y manutención de su tío materno Andrés Jerónimo González de Henao. En el ínterin, el futuro poeta marchó a la Universidad de Salamanca (1615), donde en octubre de 1617 alquiló una casa con otros estudiantes, uno de ellos su primo Francisco de Montalvo, al Colegio de San Millán. En junio de 1618 todavía no habían pagado y fueron excomulgados.

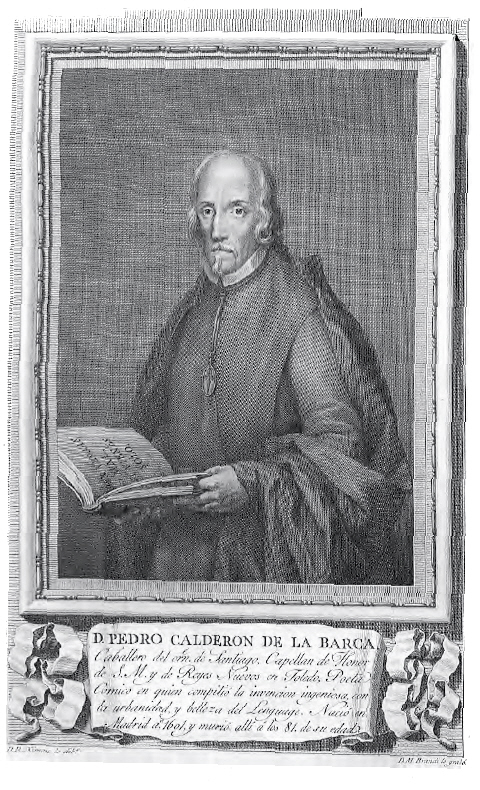
D. Pedro Calderón de la Barca
Caballero del Orden de Santiago, Capellán de Honor de S. M. y de Reyes Nuevos en Toledo, Poeta Cómico en quien compitió la invención ingeniosa, con la urbanidad y belleza del Lenguaje. Nació en Madrid año 1601, y murió allí a los 81 años. Grabado de Mariano Brandi por dibujo de Rafael Ximeno y Planes para la serie de Retratos de los españoles ilustres editada por la Calcografía Nacional entre 1791 y 1819.

En 1619 se graduó de bachiller in utroque, esto es, en ambos derechos, canónico y civil, sin llegar a ordenarse como había deseado su padre. En 1621 participó en el certamen poético habido con motivo de la beatificación de san Isidro y posteriormente en el de su canonización, en 1622, y ganó un premio tercero.
Decidió dejar los estudios religiosos por la carrera militar y llevó una vida algo revuelta de pendencias y juego. Hubo también problemas en el ámbito familiar, pues los hermanos hicieron declaración oficial en 1621 de su estado de penuria y tuvieron que vender un censo o renta de bienes heredados para poder subsistir. Además, en el verano de ese mismo año él y sus hermanos Diego y José anduvieron enredados en el homicidio de Nicolás Velasco, hijo de Diego de Velasco, criado del condestable de Castilla, y tuvieron que refugiarse en casa del embajador de Austria hasta que lograron un concierto con los querellantes que exigió el pago de una crecida indemnización de seiscientos ducados.
Acaso por estas estrecheces económicas tuvo Pedro que entrar al servicio de Bernardino Fernández de Velasco y Tovar, VI duque de Frías y XI condestable de Castilla, con quien viajó por Flandes y el norte de Italia entre 1623 y 1625 participando en varias campañas bélicas, según su biógrafo Juan de Vera Tassis, aunque falta documentación que lo confirme, y en 1625 marchó como soldado al servicio del citado Condestable. Su primera comedia conocida, Amor, honor y poder, fue estrenada con éxito en Palacio con motivo de la visita de Carlos, príncipe de Gales, el 29 de junio de 1623, por la compañía de Juan Acacio Bernal; siguió en ese mismo año Judas Macabeo, representada por la de Felipe Sánchez de Echeverría, así como otras muchas; en 1626 el primogénito Diego Calderón, ya mayor de edad, pudo vender el oficio de Secretario del Consejo de Hacienda de su padre en la persona de Duarte Coronel a cambio de 15.500 ducados; con ello la familia logró salir de sus apuros económicos.
En 1625  se estrenó su tragedia La gran Zenobia por parte de la compañía de Andrés de la Vega, que algún crítico denomina "el Macbeth hispano", En esta gran pieza sobre el poder y la verdad se enfrentan dos grandes caracteres, el emperador de Roma Aureliano y la reina de Palmira, Zenobia. Calderón proveyó a la Corte de un extenso repertorio dramático: El sitio de Bredá (1626), El alcalde de sí mismo (1627), La cisma de Ingalaterra (1627), y, en 1628, Saber del mal y el bien, Hombre pobre todo es trazas, Luis Pérez, el gallego y El Purgatorio de san Patricio; pero, en 1629, el irrumpir con sus hermanos en sagrado persiguiendo a un actor, concretamente en el Convento de las Trinitarias de Madrid, donde se encontraba la hija de Lope, le causó la enemistad del monarca de la escena cómica, Lope de Vega, y del famoso orador sagrado gongorino fray Hortensio Félix Paravicino. Calderón correspondió a los ataques de este último burlándose en un pasaje de su comedia El príncipe constante, escrita en ese año, al igual que La dama duende, su primer gran éxito. Asimismo estrena en ese mismo año de 1629 Casa con dos puertas, mala es de guardar y, en el Real Sitio de la Zarzuela, El jardín de Falerina. En 1630 ya era lo bastante famoso como para que Lope de Vega elogiara su talento poético en El laurel de Apolo y en 1632 se ganó también las alabanzas de Juan Pérez de Montalbán en su Para todos. Ejemplos morales. En 1633 escribe Amar después de la muerte o El Tuzaní de la Alpujarra, según José Alcalá-Zamora "la más apasionante tragedia de guerra y de amor de nuestra literatura".
Con estas y otras comedias fue ganándose, incluso, el aprecio del mismísimo rey Felipe IV, quien empezó a hacerle encargos para los teatros de la Corte, ya fuera el salón dorado del desaparecido Alcázar o el recién inaugurado Real Coliseo del Buen Retiro, para cuya primera función escribió en 1634 El nuevo Palacio del Retiro. Asimismo, eclipsada ya la estrella de Lope en los teatros, se ganó el aprecio del público en general en la década de los treinta con sus piezas para los corrales de comedias madrileños de la Cruz y del Príncipe. En 1635 fue nombrado director del Coliseo del Buen Retiro y escribió El mayor encanto, Amor, La vida es sueño y El médico de su honra, entre otros muchos y muy refinados espectáculos dramáticos, para los cuales contaba con la colaboración de hábiles escenógrafos italianos, como Cosme Lotti o Baccio del Bianco, y expertos músicos para las primeras zarzuelas que se escribieron, como Juan Hidalgo. En estos encargos palatinos cuidaba de todos los aspectos y detalles de la representación y asistía además a los ensayos. En 1635 se estrenó en un escenario flotante del estanque del Retiro El mayor encanto amor, sobre el tema de Ulises y Circe, con efectos de Lotti, del cual se conserva la Memoria para esta pieza. Y en el 24 de junio de 1636, por ejemplo, se representó en el gran patio del Palacio Real otra comedia aún más aparatosa y complicada sobre tres escenarios alineados que desarrollaban tres acciones en tres continentes separados: Asia, Europa y África: Los tres mayores prodigios, también asistido por Cosme Lotti. Es más, Calderón fue el que firmó el acta de creación del teatro musical español el 17 de enero de 1657 al representar la primera "zarzuela", El golfo de las sirenas, que entonces se llamó égloga piscatoria, en un lugar llamado La Zarzuela adonde se solían desplazar las compañías teatrales para solazar a los reyes. Era una pieza en un acto con canto y música, y por el lugar este género de obras se llamaría en lo sucesivo zarzuelas. De estas escribió además El laurel de Apolo y La púrpura de la rosa, esta última, también en un acto, ya una verdadera ópera aunque todavía muy breve. Su autor la denominó "representación música".
En 1636 solicitó y obtuvo del rey el hábito de caballero de la Orden de Santiago, para cuyo disfrute fue necesario solicitar dispensa del papa Urbano VIII, ya que su padre había ejercido el cargo manual de escribano, y, levantada la prohibición de editar teatro en Castilla, su amigo y discípulo Vera Tassis publicó la Primera parte de sus comedias y al año siguiente la segunda, hasta las nueve que llegó a imprimir, si bien se conservan otras tres impresas por editores menos cuidadosos. En 1677 apareció, además, la primera parte de sus Autos sacramentales, única que imprimió.
En esta Primera parte se incluye La vida es sueño y otras once piezas, con sus loas correspondientes, que podrían fecharse antes de 1630, a juicio de Don Cruickshank. En 1637 escribe El galán fantasma y entra al servicio del duque del Infantado y, aunque se suele decir que se distinguió como soldado al servicio del almirante de Castilla Juan Alonso Enríquez de Cabrera durante la lucha contra el sitio de Fuenterrabía (1638) que había sido puesto por el duque de Enghien, futuro príncipe de Condé, no está demostrado documentalmente según Ángel Valbuena Briones; lo cierto es que participó su hermano José, quien fue herido en la pierna derecha; sí es verdad que Pedro Calderón compuso entonces un Panegírico dedicado al citado caudillo de las tropas españolas. Por el contrario, sí participó en la guerra de secesión de Cataluña (1640) en la compañía de caballería de coraceros al mando de Álvaro de Quiñones. Estuvo en la toma de Cambrils y fue herido en una mano en una escaramuza cerca de Vilaseca, aunque la guerra no era menos peligrosa que la estancia en el mundo teatral de la Corte: poco antes, en ese mismo año de 1640, mientras se ensayaba una de sus comedias para los carnavales en el palacio del Buen Retiro surgió una disputa, hubo cuchilladas y Calderón fue herido también, algo que señala José Pellicer de Ossau en uno de sus Avisos, el del 20 de febrero en concreto. Entró victorioso en Tarragona y se portó con valentía en el asalto a Martorell; tras intentar asediar Barcelona, tuvieron que volver otra vez en Tarragona, donde Calderón soportó con entereza el asedio de franceses y catalanes sufriendo hambre y viendo morir de la misma a varios compañeros. Al fin el 20 de agosto de 1641 se logró rechazar el sitio y Pedro Calderón volvió a la Corte a informar al conde-duque de Olivares en calidad de correo de Su Majestad. Participó luego en el fracasado intento de tomar Lérida (otoño de 1642) como cabo de escuadra en la compañía de guardas reales, en la vanguardia de la caballería dirigida por Rodrigo de Herrera. De su vocación militar guardó siempre un buen recuerdo, como plasmó en unos famosos versos:

Este ejército que ves / vago al yelo y al calor, / la república mejor / y más política es / del mundo, en que nadie espere / que ser preferido pueda / por la nobleza que hereda, / sino por la que él adquiere; / porque aquí a la sangre excede / el lugar que uno se hace, / y, sin mirar cómo nace, / se mira cómo procede. / Aquí la necesidad / no es infamia; y, si es honrado, / pobre y desnudo un soldado, / tiene mejor cualidad / que el más galán y lucido; / porque aquí, a lo que sospecho, / no adorna el vestido el pecho, / que el pecho adorna al vestido. / Y así, de modestia llenos, / a los más viejos verás / tratando de ser lo más / y de parecer lo menos. / Aquí, la más principal / hazaña es obedecer; / y el modo cómo ha de ser / es ni pedir, ni rehusar. / Aquí, en fin, la cortesía, / el buen trato, la verdad, / la firmeza, la lealtad, / el honor, la bizarría, / el crédito, la opinión, / la constancia, la paciencia, / la humildad y la obediencia, / fama, honor y vida son: / caudal de pobres soldados; / que, en buena o mala fortuna, / la milicia no es más que una / religión de hombres honrados.
P. Calderón, Comedia famosa. Para vencer a amor, querer vencerle, Valencia, 1689, pero escrita en 1650

Por entonces se amplía el palacio del Retiro y se construye un gran estanque de agua, en cuya isla central estrenará en 1640 Certamen de amor y celos. Pero, herido durante el citado sitio de Lérida, obtuvo la licencia absoluta o retiro en 1642 y en 1645 una pensión vitalicia de treinta escudos mensuales como recompensa no solo de sus servicios, sino de los de su fallecido hermano José en Cataluña, aunque se pagó malamente y tras reiteradas reclamaciones del poeta. Estrena sus obras más ambiciosas, las que requieren música (zarzuelas) y más escenografía. Calderón es por entonces un discreto pero activo cortesano y llega a convertirse en un personaje muy respetado e influyente, modelo para una generación entera de nuevos dramaturgos e incluso para talentos tan grandes como los de Agustín Moreto y Francisco Rojas Zorrilla, sus más importantes discípulos. Es más, a partir de 1642 una importante serie de autores franceses e ingleses empiezan a imitar sus dramas y comedias sin empacho, destacando en especial por su constancia Antoine Le Métel d'Ouville, Thomas Corneille y François Le Métel de Boisrobert, mientras que otros imitan solo piezas sueltas. Entre los ingleses destacan William Wycherley, a quien pudo conocer en persona en 1664 en Madrid, cuando se publicaba la Tercera parte de sus comedias y había acudido como miembro de una embajada. Allí se incluye El maestro de danzar, de la que tomó el argumento para su The Gentleman Dancing-Master (1672) y también había adaptado Mañanas de abril y mayo en su Love in a Wood (1671). John Dryden y Aphra Behn también se inspiraron en obras suyas estrenadas en vida de Calderón.
A mediados de los cuarenta, se convierte durante unos años (de 1646 a 1649) en secretario del VI duque de Alba, Fernando Álvarez de Toledo y Mendoza, para lo cual se trasladó a su castillo-palacio de Alba de Tormes. Son decretados sucesivos cierres de los corrales de comedias a causa de los fallecimientos de la reina Isabel de Borbón (entre 1644 y 1645) y del príncipe Baltasar Carlos (entre 1646 y 1649), también por las presiones de los religiosos moralistas contrarios al teatro, de forma desde 1644 no hubo representaciones escénicas. Fallecidos sus hermanos José (1645) y Diego (1647), a los que tan unido estaba, el dramaturgo se sumió en una crisis que coincide con la de España, entre la caída del conde-duque de Olivares (1643) y la firma en 1648 de la Paz de Westfalia. Es más, hacia 1646 nace su hijo natural, Pedro José, y Calderón ha de replantearse su vida.
Cesaron las crisis interior y exterior al reabrirse los teatros en 1649, año en que estrena El gran teatro del mundo; además, ingresó en los terciarios (Tercera orden de San Francisco) el 11 de octubre de 1650 y se ordenó sacerdote el 18 de septiembre de 1651. Precisamente ese año se publica El alcalde de Zalamea con el título de El garrote más bien dado y en 1652 se representa en el Coliseo del Buen Retiro La fiera, el rayo y la piedra, donde la extraña locura de Pigmalión se satisface esculpiendo en su jardín un fantástico mundo de mil estatuas de oro y bronce / que asistan al culto de la que representa a Anajarte, y que ella detesta como un fetiche. Poco después (1653) obtuvo la capellanía que su padre tanto ansiaba para la familia, la de los Reyes Nuevos de Toledo y, aunque siguió escribiendo comedias (por ejemplo, en ese mismo año estrenó en palacio La hija del aire) y entremeses, desde entonces dio prioridad a la composición de autos sacramentales, género teatral que perfeccionó y llevó a su plenitud, pues se avenía muy bien con su talento natural, amante de la pintura y de las sutilezas y complejidades teológicas. Nada más llegado a Toledo ingresó en la Hermandad del Refugio, institución que acogía a pobres y enfermos y donde años más tarde lo seguiría su discípulo Agustín Moreto. Por otra parte, el cardenal Baltasar Moscoso y Sandoval le encargó componer unas canciones que glosaran la inscripción Psale et sile o Canta y calla que se lee sobre las puertas del coro de la catedral toledana.

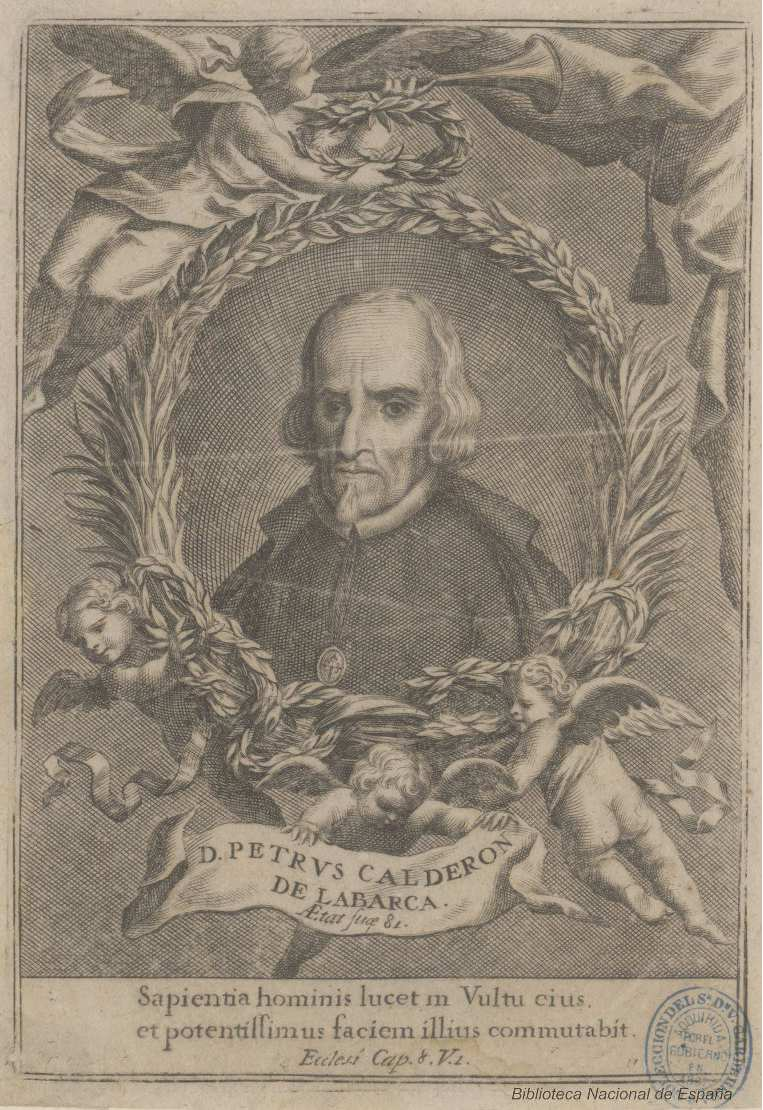
Gregorio Fosman, Retrato de Pedro Calderón de la Barca a sus 81 años. Madrid, 1682. Grabado calcográfico. Biblioteca Nacional de España

Siguió componiendo espectáculos para los reyes en el Palacio del Buen Retiro y para la fiesta teológica del Corpus, pero ahora se inclina por los temas mitológicos, huyendo así su fantasía de una realidad tan áspera como la que demuestra el fallecimiento de su hijo natural Pedro José en 1657 y la firma de la Paz de los Pirineos en 1659. Entonces ya era el dramaturgo más celebrado de la corte. En 1660 escribe Celos aun del aire matan, Céfalo y Pocris y La púrpura de la rosa, y en 1661 compone los dramas mitológicos Eco y Narciso y El hijo del Sol, Faetón. Todavía en 1663 el Rey siguió distinguiéndolo al designarlo como su capellán de honor, hecho que lo obligó a trasladar definitivamente su residencia a Madrid; en 1664 se publica la Tercera parte de sus comedias, que incluyen otra obra maestra, En la vida todo es verdad y todo mentira. La muerte del monarca en 1665 marcó un cierto declive en el ritmo de su producción dramática. Es nombrado capellán mayor del nuevo rey Carlos II en 1666. En 1672 se publica la Cuarta parte de sus comedias y en 1677 la Quinta.
A lo largo de su trayectoria teatral fue algunas veces importunado por los moralistas que veían con malos ojos los espectáculos teatrales, y en especial que los hiciera un sacerdote como él. A ellos les contestó altivamente de esta manera:
«Yo, señor, juzgué siempre, dejándome llevar de humanas y divinas letras, que el hacer versos era una gala del alma o agilidad del entendimiento que no alzaba ni bajaba los sujetos, dejándome a cada uno en el predicamento que le hallaba... Y, aunque es verdad que, ocioso cortesano, la traté con el cariño de habilidad, hallada acaso, no dejé de desdeñarla el día que tomé el no merecido estado en que hoy me veo, pues, para volver a ella, fue necesario que el señor don Luis de Haro me lo mandase de parte de Su Majestad... sin haber tomado la pluma para otra cosa que no fuese fiesta de Su Majestad, o fiesta del Santísimo... merced [que] me ha retirado la objeción de no sé quién, que juzga incompatibles el sacerdocio y la poesía... [Si] es justo... no se me obste; y si es malo, no se mande». (1651)
Pese a tantos honores, al final de su vida sufrió algunas estrecheces económicas, hasta el punto de que en 1679 se le concedió por cédula real una ración de cámara en especie para que pudiera abastecerse en la despensa de palacio "en atención a sus servicios de tantos años a esta parte y hallarse con tan crecida edad y con muy cortos medios"; pero con motivo del primer matrimonio de Carlos II y el domingo de Carnaval del 3 de marzo de 1680 compondrá su última comedia, Hado y divisa de Leonido y de Marfisa, inspirada en los libros de caballerías. Se estrenó en el teatro del Buen Retiro, con música de Juan Hidalgo, y dirigió la tramoya el célebre pintor Dionisio Mantuano, construyendo la escenografía José Caudí, artista valenciano. En ese mismo año envía una lista de sus obras al duque de Veragua, que se la había pedido, y al siguiente escribe su último auto sacramental, El cordero de Isaías. Tras dictar testamento el 20 de mayo, falleció a las doce y media de la mañana del domingo 25 de mayo de 1681, dejando a medio terminar el auto sacramental encargado para ese año, La divina Filotea. Su entierro fue austero y poco ostentoso, como deseaba en su testamento: «Descubierto, por si mereciese satisfacer en parte las públicas vanidades de mi mal gastada vida». Su cuerpo fue enterrado en la capilla de San José de la iglesia de San Salvador, donde estuvo durante ciento cincuenta y nueve años. Así dejaba huérfanos los teatros quien fue considerado uno de los mejores escritores dramáticos de su época.
Legó sus bienes a la Congregación de sacerdotes naturales de Madrid, a la que pertenecía, y sus manuscritos a su fiel amigo el cura de San Miguel, Juan Mateo y Lozano. En 1682, el vicario de Madrid encargó a un amigo de Calderón, el trinitario fray Manuel de Guerra y Ribera, que redactara una "Aprobación" a la Verdadera quinta parte de comedias de don Pedro Calderón, y su entusiasmo le hizo excederse tanto que, en vez de las pocas líneas habituales escribió una auténtica apología de 47 folios del teatro de su tiempo y en especial del de su amigo, lo que suscitó algunas respuestas por parte de los enemigos del teatro. La casa de Calderón de la Barca en que vivió y murió en Madrid era de dos pisos y estaba ya en la ruina en 1859; el escritor Ramón Mesonero Romanos impidió que se demoliera, pero se le agregaron dos pisos más y una placa conmemorativa. Poseía un pequeño balcón y se situaba en la antigua calle de las Platerías, hoy calle Mayor número 61. Los madrileños dedicaron a su memoria una hermosa escultura en mármol de Juan Figueras y Vila que fue situada en la plaza de Santa Ana en 1880, frente al castizo Teatro Español.

## Obra

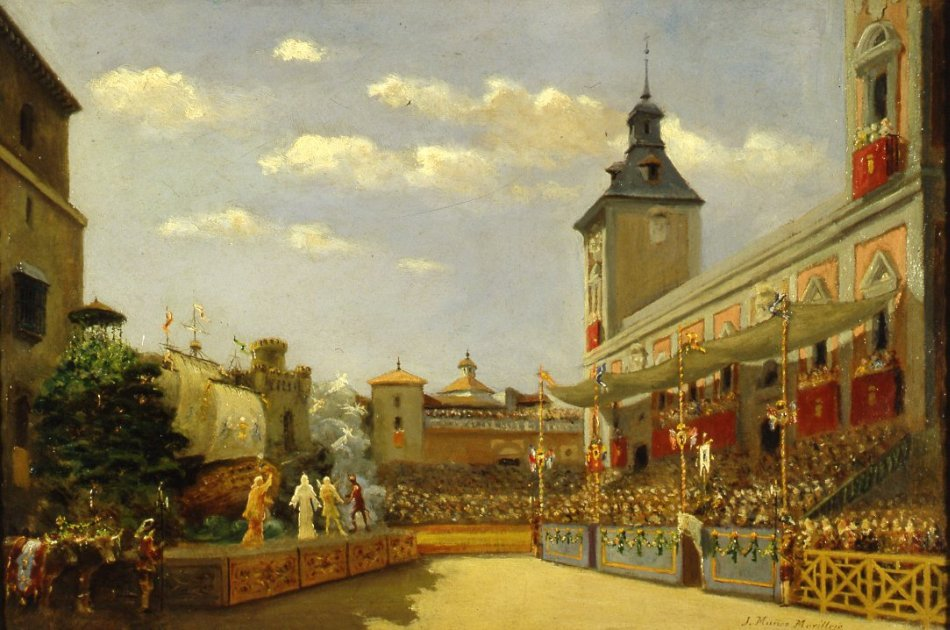
Representación del auto de Calderón de la Barca La Divina Filotea, ante la casa consistorial de Madrid en 1681, obra de Joaquín Muñoz Morillejo (1918).

La obra teatral de Calderón de la Barca significa la culminación barroca del modelo teatral creado a finales del siglo XVI y comienzos del XVII por Lope de Vega.
Según el recuento que él mismo hizo el año de su muerte, su producción dramática consta de ciento diez comedias y ochenta autos sacramentales, loas, entremeses y otras obras menores, como el poema Psale et sile (Canta y calla) y piezas más ocasionales. Aunque es menos fecundo que su modelo, el genial Lope de Vega, resulta técnicamente mejor que este en el teatro y de hecho lleva a su perfección la fórmula dramática lopesca, reduciendo el número de escenas de esta y depurándola de elementos líricos y poco funcionales, convirtiéndola en un pleno espectáculo barroco al que agrega además una especial sensibilidad para la escenografía y la música, elementos que para Lope de Vega tenían una menor importancia.

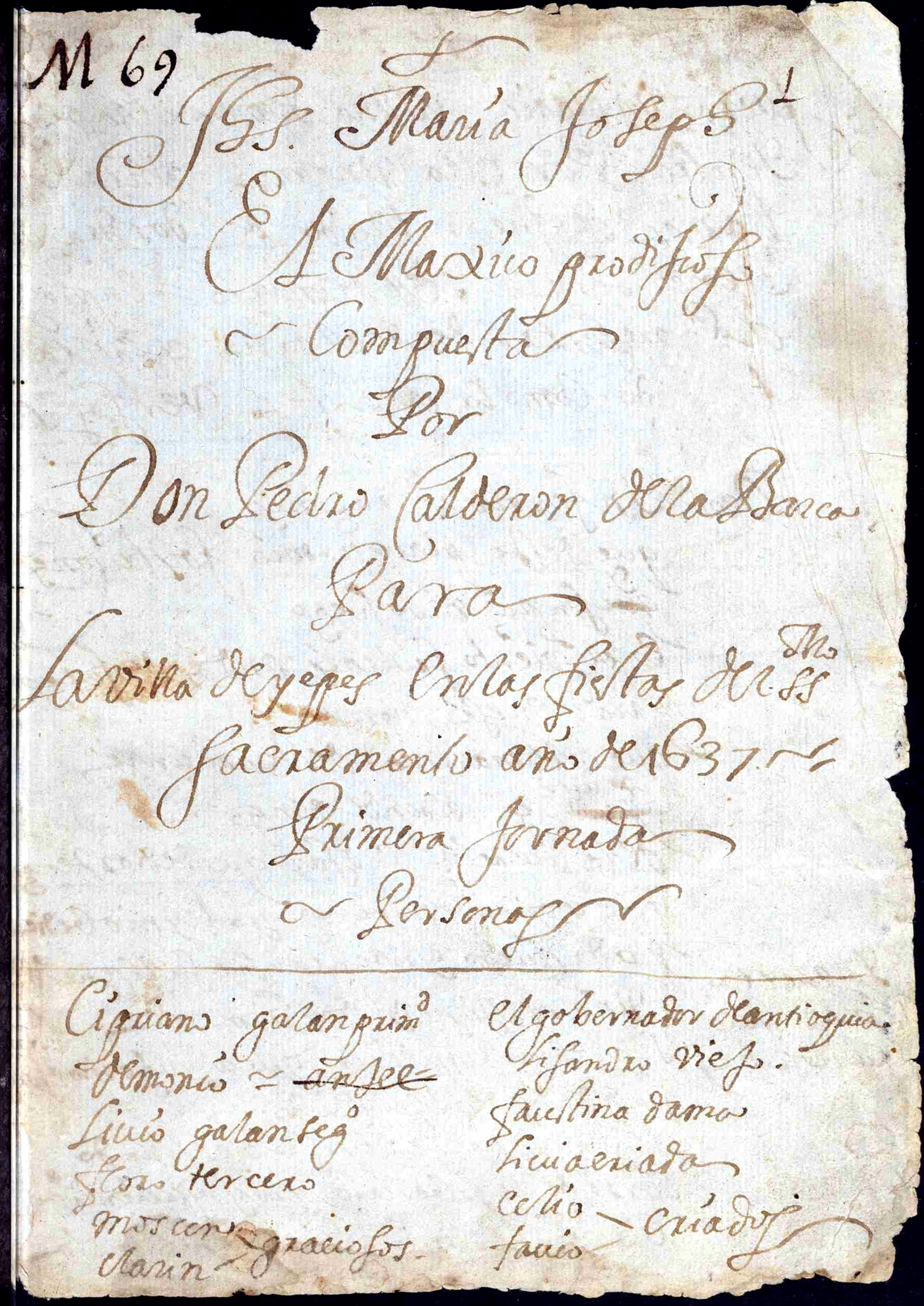
Autógrafo de El mágico prodigioso, 1637

Utiliza frecuentemente piezas anteriores que refunde eliminando escenas inútiles; disminuye el número de personajes y reduce la riqueza polimétrica del teatro lopesco. Igualmente, sistematiza la exuberancia creativa de su modelo y construye la obra en torno a un protagonista exclusivo. En cierto modo, purga el teatro de Lope de sus elementos más líricos y busca siempre los más teatrales. Ángel Valbuena Briones ha señalado que en su estilo cabe distinguir dos registros:
- En un primer grupo de obras Calderón reordena, condensa y reelabora lo que en Lope aparece de manera difusa y caótica, estilizando su realismo costumbrista y volviéndolo más cortesano. En ellas aparece una rica galería de personajes representativos de su tiempo y de su condición social, todos los cuales tienen en común los tres temas del teatro barroco español: el amor, la religión y el honor.

En el cultivo de este último tema destaca Calderón en obras como El alcalde de Zalamea, en que se enfrentan el honor individual (o lo que es lo mismo, la dignidad humana, no costumbre social o externa) de un labrador rico, Pedro Crespo, cuya hija ha sido violada por un aristócrata capitán de los tercios del famoso general don Lope de Figueroa, con el honor corporativo o esprit de corps de este último. En este drama, una de las obras maestras de Calderón luce la verdad humana de los caracteres y la sabiduría y experiencia del héroe, Pedro Crespo, que aconseja así a su hijo Juan antes de que marche a la milicia con unos versos justamente célebres:

Por la gracia de Dios, Juan, / eres de linaje limpio, / más que el sol, pero villano. / Lo uno y otro te digo; / aquello, porque no humilles / tanto tu orgullo y tu brío, / que dejes, desconfïado, / de aspirar con cuerdo arbitrio / a ser más; lo otro, porque / no vengas desvanecido / a ser menos. Igualmente / usa de entrambos designios / con humildad; porque, siendo / humilde, con recto juicio / acordarás lo mejor / y como tal, en olvido / pondrás cosas, que suceden / al revés en los altivos. / ¡Cuántos, teniendo en el mundo / algún defecto consigo, / le han borrado por humildes; / y cuántos, que no han tenido / defecto, se le han hallado, / por estar ellos mal vistos! / Sé cortés sobre manera; / sé liberal y esparcido, / que el sombrero y el dinero / son los que hacen los amigos; / y no vale tanto el oro / que el sol engendra en el indio / suelo, y que conduce el mar, / como ser uno bienquisto. / No hables mal de las mujeres; / la más humilde, te digo, / que es digna de estimación; / porque al fin de ellas nacimos. / No riñas por cualquier cosa; / que cuando en los pueblos miro / muchos, que a reñir se enseñan, / mil veces entre mí digo: / «Aquesta escuela no es / la que ha de ser». Pues colijo / que no ha de enseñarse a un hombre / con destreza, gala y brío / a reñir, sino a por qué / ha de reñir; que yo afirmo / que, si hubiera un maestro solo / que enseñara prevenido, / no el cómo, el por qué se riña, / todos le dieran sus hijos.

En otras ocasiones aborda las pasiones amorosas que ciegan el alma, en especial los celos patológicos que aborda en El mayor monstruo, los celos o en El médico de su honra, entre otros dramas.
- En su segundo registro, el dramaturgo inventa, más allá del repertorio caballeresco, una forma poético-simbólica desconocida antes de él y que configura un teatro esencialmente lírico, cuyos personajes se elevan hacia lo simbólico y lo espiritual. Escribe entonces fundamentalmente dramas filosóficos o teológicos, autos sacramentales y comedias mitológicas o palatinas.

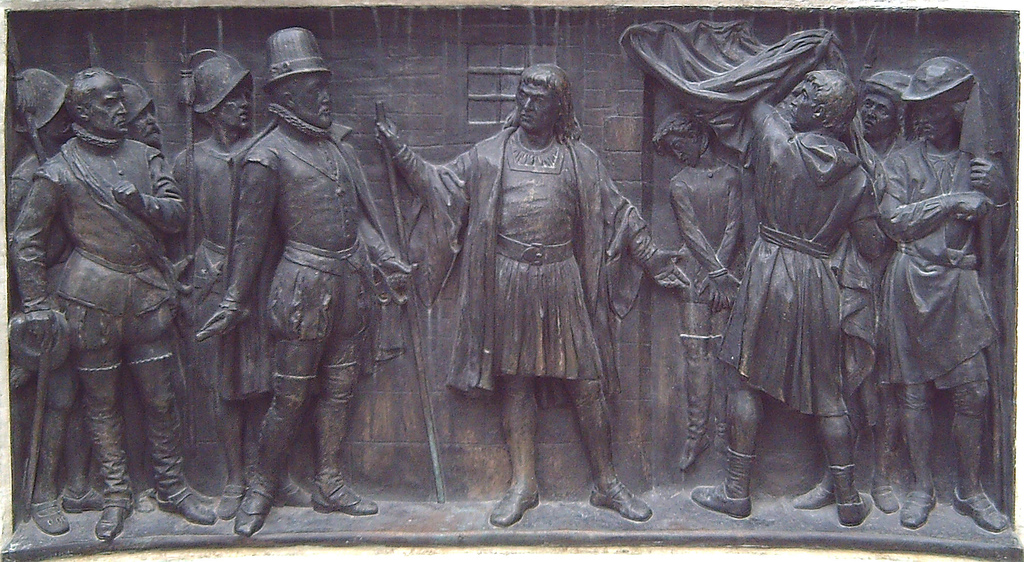
El alcalde de Zalamea. Detalle del monumento a Calderón de Madrid (Joan Figueras Vila, 1878)

Calderón destaca sobre todo como creador de esos personajes barrocos, íntimamente desequilibrados por una pasión trágica, que aparecen en El príncipe constante, El mágico prodigioso o La devoción de la cruz. Su personaje más conocido es el desgarrado Segismundo de Polonia de La vida es sueño, considerada como la pieza cumbre del teatro calderoniano. Esta obra, paradigma del género de comedias filosóficas, recoge y dramatiza las cuestiones más trascendentales de su época: la libertad o el poder de la voluntad frente al destino, el escepticismo ante las apariencias sensibles, la precariedad de la existencia, considerada como un simple sueño y, en fin, la consoladora idea de que, incluso en sueños, se puede todavía hacer el bien. Tiene esta obra varias versiones hechas por él mismo. También se apunta en ella, aunque muy en segundo plano, el tema de la educación, tan desarrollado posteriormente en el siglo XVIII.
En este segundo registro, lleva a su perfección el llamado auto sacramental, pieza alegórica en un acto de tema eucarístico destinada a representarse el día del Corpus. Por mencionar sólo algunos, citaremos El gran teatro del mundo o La cena del rey Baltasar.
En cuanto a dramas filosóficos, su obra maestra es, sin duda, La vida es sueño; El médico de su honra y El alcalde de Zalamea en cuanto al drama de honor, aunque hay también piezas comparables como El pintor de su deshonra (h. 1648) o A secreto agravio secreta venganza (1635).

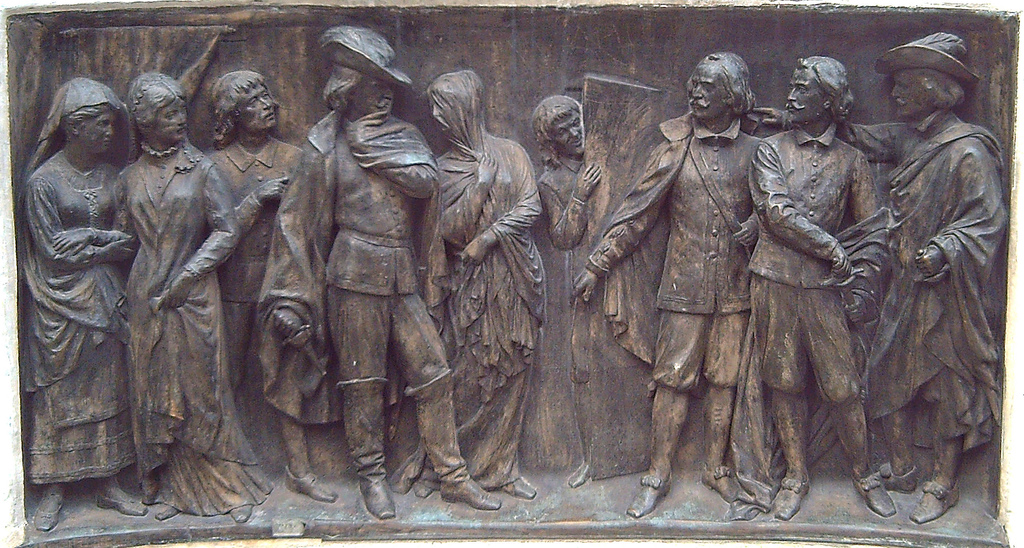
El escondido y la tapada. Detalle del monumento a Calderón de Madrid (Joan Figueras Vila, 1878)

El secreto a voces y La dama duende son cimas en cuanto a comedia de enredo, con otras muchas menos conocidas de capa y espada como El escondido y la tapada, No hay burlas con el amor (1637), Casa con dos puertas mala es de guardar (1629) o Mañanas de abril y mayo, que anticipa el género de la comedia de figurón, aunque una pieza suya como Guárdate del agua mansa posee ya uno, el estrafalario don Toribio de Cuadradillos.
Tienen carácter melodramático comedias como No hay cosa como callar (h. 1639), No siempre lo peor es cierto (entre 1648 y 1650) o La niña de Gómez Arias (h. 1651), que poseen una mayor introspección y se acercan al universo trágico.
Comedias palatinas son El galán fantasma (1629), Nadie fíe su secreto, Manos blancas no ofenden (h. 1640), o El secreto a voces (de la que se conserva un manuscrito autógrafo de 1642).
Se acercó al drama histórico con piezas como La gran Zenobia (1625), La cisma de Ingalaterra (1634), Amar después de la muerte, o El tuzaní de la Alpujarra (1659) o El mayor monstruo del mundo (1672).
Dramas filosóficos y simbólicos son La hija del aire en sus dos partes, donde se pinta la ambición sin límites de la reina Semíramis, asesina de su marido Nino, y Las cadenas del demonio (de atribución dudosa).
Dramas religiosos y hagiográficos son La devoción de la Cruz (h. 1625), El Purgatorio de San Patricio (1640), El príncipe constante (h. 1629), cuya representación tanto había de influir sobre la concepción teatral de Jerzy Grotowski, y El mágico prodigioso (1637), obra que influyó poderosamente en el Fausto de Goethe, al que prestó algunos pasajes enteros.
Calderón empezó a interesarse por las comedias mitológicas al sustituir a Lope de Vega en 1635 como dramaturgo de cámara. Rápidamente se adaptó a las condiciones del gran espectáculo cortesano con piezas como El mayor encanto, Amor, de ese año, y otras como El golfo de las sirenas, El monstruo de los jardines, Fieras afemina Amor, La fiera, el rayo y la piedra (1652) o La púrpura de la rosa (1660) entre otras muchas. De este género es la ópera, con música de Juan Hidalgo, Celos aun del aire matan, que el propio Calderón parodió en su comedia burlesca Céfalo y Procris.

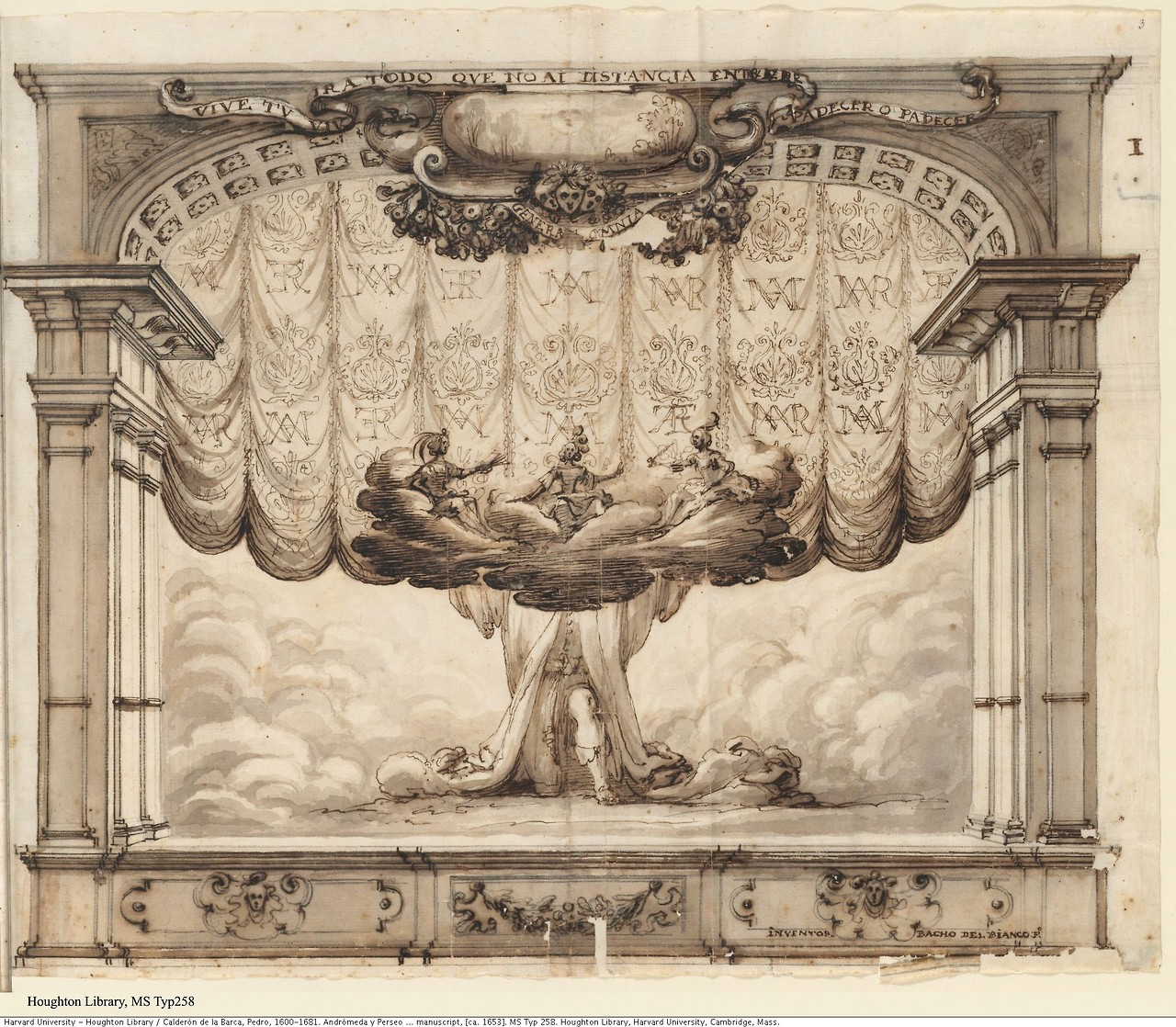
Ilustración para Andrómeda y Perseo de Pedro Calderón de la Barca; fábula representada en el Coliseo del Real Palacio de Buen Retiro. Abajo a la izquierda puede leerse: Baccio dei Bianco 1653. Houghton Library de la Universidad de Harvard.

Pero el género que monopolizó el maestro fue el de los autos sacramentales, desde los de aire medievalizante como El gran teatro del mundo (considerado por la crítica como su obra maestra en el género) o El gran mercado del mundo a los de pretexto mitológico, como Andrómeda y Perseo o Psiquis y Cupido. Otros: La cena del rey Baltasar, La vida es sueño, El divino Orfeo (del que hizo dos versiones separadas por casi treinta años), La nave del mercader (1674) etcétera. Calderón es el maestro indiscutido de este género, en el que ya los personajes se han convertido en puras abstracciones conceptuales o pasionales.
Compuso asimismo Calderón bastante teatro menor, por ejemplo entremeses como El triunfo de Juan Rana.
Otra clasificación es la siguiente:
- Tragedias: El médico de su honra, A secreto agravio, secreta venganza; El pintor de su deshonra; La hija del aire.
- Comedias serias: La vida es sueño; El alcalde de Zalamea; El mágico prodigioso.
- Comedias cortesanas: El hijo del sol, Faetón. La fiera, el rayo y la piedra; El monstruo de los jardines; Eco y Narciso.
- Comedias de capa y espada: La dama duende; Casa con dos puertas mala es de guardar; No hay burlas con el amor.
- Comedias mitológicas: El mayor encanto, amor.
- Autos sacramentales: El gran teatro del mundo; El gran mercado del mundo; La cena del rey Baltasar; La protestación de la fe; El verdadero dios Pan.[31]

## El teatro cómico de Calderón
Durante un tiempo se subestimó el teatro cómico de Calderón, pero últimamente ha sido revalorizado, pues ciertamente compuso obras maestras en el género que pueden ser calificadas como comedias de enredo, como La dama duende, Casa con dos puertas, mala es de guardar o El galán fantasma, y no descuidó el teatro menor.

## Los personajes de Calderón
Aunque Calderón sabe a veces acertar a crear personajes humanos e inolvidables, como Pedro Crespo, la mayor parte de las veces es cierto lo que dijo Marcelino Menéndez Pelayo:

Los personajes de Calderón apenas aciertan con la expresión natural y sencilla, sino que la sustituyen con hipérboles, discreteos, sutilezas y lluvia de metáforas... Tienen verdad relativa e histórica, carecen de la verdad humana, absoluta y hermosa que estalla en los rugidos de león de los personajes de Shakespeare.

De igual forma, los personajes de Calderón han sido comparados con algunos de sus contemporáneos. Harold Bloom, analizando los componentes de la obra de Goethe, toma el ejemplo del Fausto y superpone a sus protagonistas con los de Calderón:

En las grandes obras de Calderón , al igual que en el Fausto, los protagonistas se mueven y tienen existencia de un indeterminado ámbito entre el personaje y la idea; son metáforas sostenidas de un complejo de preocupaciones temáticas. Esto funciona maravillosamente en los casos de Calderón y Lope de Vega, pero Goethe quería alternar las dos maneras de personalidades y temáticas, y se tomó la libertad de abandonar el modelo calderoniano y regresar al cosmos shakesperiano siempre que le viniera en gana.
Harold Bloom (1994)

Por otra parte, los personajes femeninos de Calderón son excesivamente hombrunos y no poseen la feminidad y viveza natural de las mujeres de Lope, aunque, cuando se trata de mujeres investidas de autoridad, este defecto se transforma en una virtud, y así encontramos a auténticas encarnaciones de la ambición, como la reina Semíramis en las dos partes de La hija del aire.
En el apartado masculino, Calderón posee un repertorio de personajes inolvidables como Segismundo, Don Lope de Figueroa, Pedro Crespo, el Príncipe Constante o ese prototipo de uno de los personajes más frecuentados por Calderón, el marido enloquecido de celos que representa el Don Gutierre de El médico de su honra; estos celosos patológicos que abundan en los dramas de Calderón razonan férreamente, pero las conclusiones de sus silogismos se asientan sobre sospechas y pasiones desatadas, por lo que el resultado de sus largas cavilaciones dan en el absurdo dramático; por eso les encuentra sustancia trágica Calderón.

## La dramaturgia calderoniana
Calderón reduce el número de escenas que habitualmente empleaban Lope de Vega y sus seguidores, porque cuida más la estructura dramática; restringe igualmente la abundante polimetría del teatro anterior a octosílabo, endecasílabo y alguna vez heptasílabo; también empobrece el repertorio estrófico a fin de lograr más unidad de estilo. En vez de buscar temas nuevos, que también, prefiere usar temas ya desarrollados por los comediógrafos anteriores de Lope o de su escuela, que reescribe suprimiendo las escenas inútiles, débiles, sobrantes o poco funcionales, o añadiendo las que cree necesarias; es decir, refundiéndolas. Por demás, sigue los mismos mecanismos y convencionalidades de la comedia lopesca, con las aportaciones añadidas de Antonio Mira de Amescua, Tirso de Molina y Juan Ruiz de Alarcón, pero burlándose a veces de esos mecanismos recurriendo a la metateatralidad. Su estilo utiliza las galas formales del culteranismo, pero también lo vulgariza con una serie de metáforas en torno a los cuatro elementos que todo su público podía entender, lo que lo vuelve más accesible. Asimismo, emplea símbolos en sus comedias, muchas veces tomados de la filosofía neoplatónica que tanto le influyó: la caída del caballo, que representa la deshonra o la alteración del orden natural; las casualidades no casuales, el significado profundo de la luz y la oscuridad; el equilibrio natural entre los cuatro elementos, y algunas técnicas dramáticas como la profecía u horóscopo inicial en la obra, que crea expectativas engañosas para el público, por ejemplo en La cisma de Inglaterra o en la misma La vida es sueño. Calderón se da cuenta a veces de lo artificial y mecánica que resulta la fórmula dramática barroca y por ello se permite a veces hacer juegos o bromas metateatrales permitiendo a sus actores hacer comentarios jocosos sobre los tópicos que les salen al paso y se ven obligados a seguir.

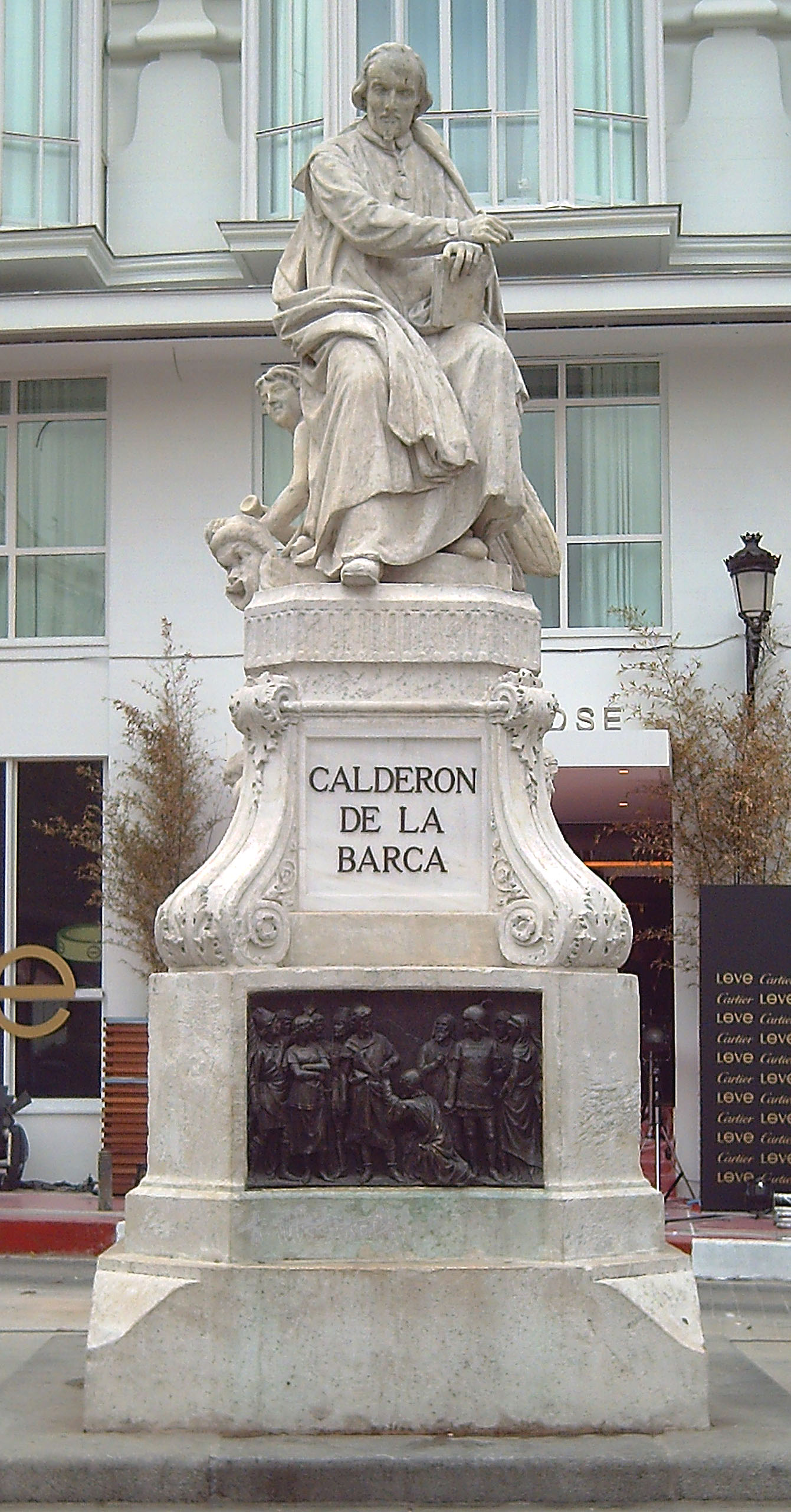
Monumento a Calderón en la plaza de Santa Ana (Madrid), obra de Joan Figueras Vila, 1878.

Con Calderón de la Barca adquirió plena relevancia en la comedia barroca la escenografía —lo que él llamaba «memoria de las apariencias»— y la música (se considera a Calderón el primer autor de libretos de zarzuelas), en búsqueda de un espectáculo barroco integral que uniera las diversas artes plásticas. Con este fin colaboró estrechamente con escenógrafos italianos como Cosme Lotti. La carpintería efímera teatral se convirtió en un elemento clave en la composición de sus obras, en especial de los autos sacramentales, que de esa manera se transformaban en complejos emblemas alegóricos preñados de simbolismo moral:
El itinerario de la escuela dramática española describió así una línea circular que comienza con la idea de la representación como espejo de costumbres para pasar a concebir el género como un arte que crea una realidad poético-ideológica. En otras palabras, del arte abierto de Lope de Vega se pasó a la manera intelectual, perfecta, deshumanizada de Calderón, que alcanzó valor universal a través del emblema y del símbolo.

## Lenguaje y estilo
En cuanto a su lenguaje, es manejado con solemnidad, enfatizando la belleza con el uso de antítesis, metáforas e hipérboles; Calderón hace brillar su dominio de la retórica y, aunque podría estimarse que es la culminación teatral del culteranismo, procura que las metáforas puedan ser fácilmente desatadas por su público reiterando un mecánico sistema de referencias cruzadas en torno a los cuatro elementos y recurriendo a una Retórica de fáciles paralelismos, oposiciones, simetrías y diseminaciones y recolecciones, o repitiendo los conceptos para que calen y sean entendidos:
En un día el sol alumbra / y falta; en un día se trueca / un reino todo; en un día / es edificio una peña; / en un día una batalla / pérdida y victoria ostenta; / en un día tiene el mar / tranquilidad y tormenta; / en un día nace un hombre / y muere; luego pudiera / en un día ver mi amor / sombra y luz, como planeta; / pena y dicha, como imperio; / gente y brutos, como selva; / paz e inquietud como mar; / triunfo y ruina, como guerra; / vida y muerte, como dueño / de sentidos y potencias. / Y habiendo tenido edad / en un día su violencia / de hacerme tan desdichado, / ¿por qué, por qué no pudiera / tener edad en un día / de hacerme dichoso? ¿Es fuerza / que se engendren más despacio / las glorias que las ofensas? (P. Calderón, El alcalde de Zalamea, 969-994)
Usa cultismos sin empacho, algunos incluso condenados por Lope de Vega en su Arte nuevo de hacer comedias (1609), como hipogrifo. En sus personajes se acusa un característico frenesí razonador: los personajes calderonianos piensan de modo férreo e impecablemente lógico, aunque sus premisas sean de hecho absurdas; de esa manera, los característicos maridos calderonianos se enloquecen de celos y justifican sus crímenes de forma impecable pero éticamente absurda, abundando en su lenguaje nexos de subordinación lógica causal, consecutiva, condicional, concesiva o final. La metaforización sufre también ese proceso de logicismo mecánico y desarrolla en exclusiva el citado sistema de símbolos fundado en la combinatoria de los cuatro elementos. Abundan los juegos metateatrales, pues no se le ocultaba al propio autor el convencionalismo a que había llegado la fórmula lopesca:
Estéril poeta es éste / pues en un campo le falta / yedra jazmín o arrayán / para esconder unas damas [...] Pero, ¿no ves que estamos detrás / de San Jerónimo, y basta / que finja tapias? Y aun esas / plegue al cielo que las haya (P. Calderón, Hombre pobre todo es trazas)
ARCEO: Y si el galán y la dama / están ya desengañados, / aquí acaba la comedia. / DON PEDRO: ¿Oísteis ya el desengaño, / don Juan? / DOÑA ANA: No soy tan dichosa yo. / DON PEDRO: ¿Cómo así? DOÑA ANA: Como cuando / yo entré, solo vi un hombre / que, atrevido y temerario, / se echaba por la ventana / que hay, señor, a esos tejados. / ARCEO: Pues no acaba la comedia... (P. Calderón, Mañanas de abril y mayo)
También son frecuentes los diálogos fragmentados «al alimón», en que dos o más personajes se van continuando y terminando las frases que dejan a medias sucesiva y simétricamente. Por otra parte, la intratextualidad de Calderón es muy fuerte, pues el autor a veces reutiliza o reescribe textos de unas comedias o autos en otros, autoparodiándose con intención cómica o imitándose a sí mismo conscientemente.
Sobre todo en su teatro menor, su uso de la comicidad llega a resultar casi ubuesco en boca del gracioso, subvertiéndose, entre otras convenciones, el sagrado sentido del honor mediante el mecanismo de la parodia oblicua. Y así, en El toreador, cuando un noble le dice a Juan Rana: ¿Y la honra, el honor? ¿Eso os escucho?, responde este: Bien decís: el honor me aprieta mucho, lo que reitera en otra ocasión: La reputación me ha puesto / en lance tan apretado / que el honor es lo de menos. En cuanto a la nobleza de sangre, bien se dice en La casa de los linajes: "¿Hay persona de más sangre / que una mondonguera?". Incluso se subvierte el patriarcalismo machista, y cuando la esposa de Juan Rana insiste en que vengue su honra mancillada dice este: Desafiadle vos, que a vos os toca (P. Calderón de la Barca, El desafío de Juan Rana).
Pero el recurso al que Calderón recurría con más confianza, porque satisfacía su deseo de jugar con abstracciones y conceptos (algo que también podía ejercer en la comedia mitológica) era la alegoría. De hecho, configuró ya definitivamente sobre este recurso el género del auto sacramental, pieza alegórica en un acto de tema eucarístico que se representaba en la festividad cristiana del Corpus Christi, con gran aparato escenográfico. Calderón la definía así:
La alegoría no es más / que un espejo que traslada / lo que es con lo que no es, / y está toda su elegancia / en que salga parecida / tanto la copia en la tabla / que el que está mirando a una / piense que está viendo a entrambas (P. Calderón, El verdadero dios Pan)
Pero a Calderón no se le ocultaba la artificialidad convencional del género y lo resumió burlescamente, de nuevo mediante el recurso a la metateatralidad:
...Estaba en estilo puesto / que empiece el Hombre pecando, / que acabe Dios redimiendo / y, en llegando el pan y el vino / subirse con él al Cielo / al son de las chirimías... (P. Calderón de la Barca, Lo que va del hombre a Dios)

## Temas e ideología

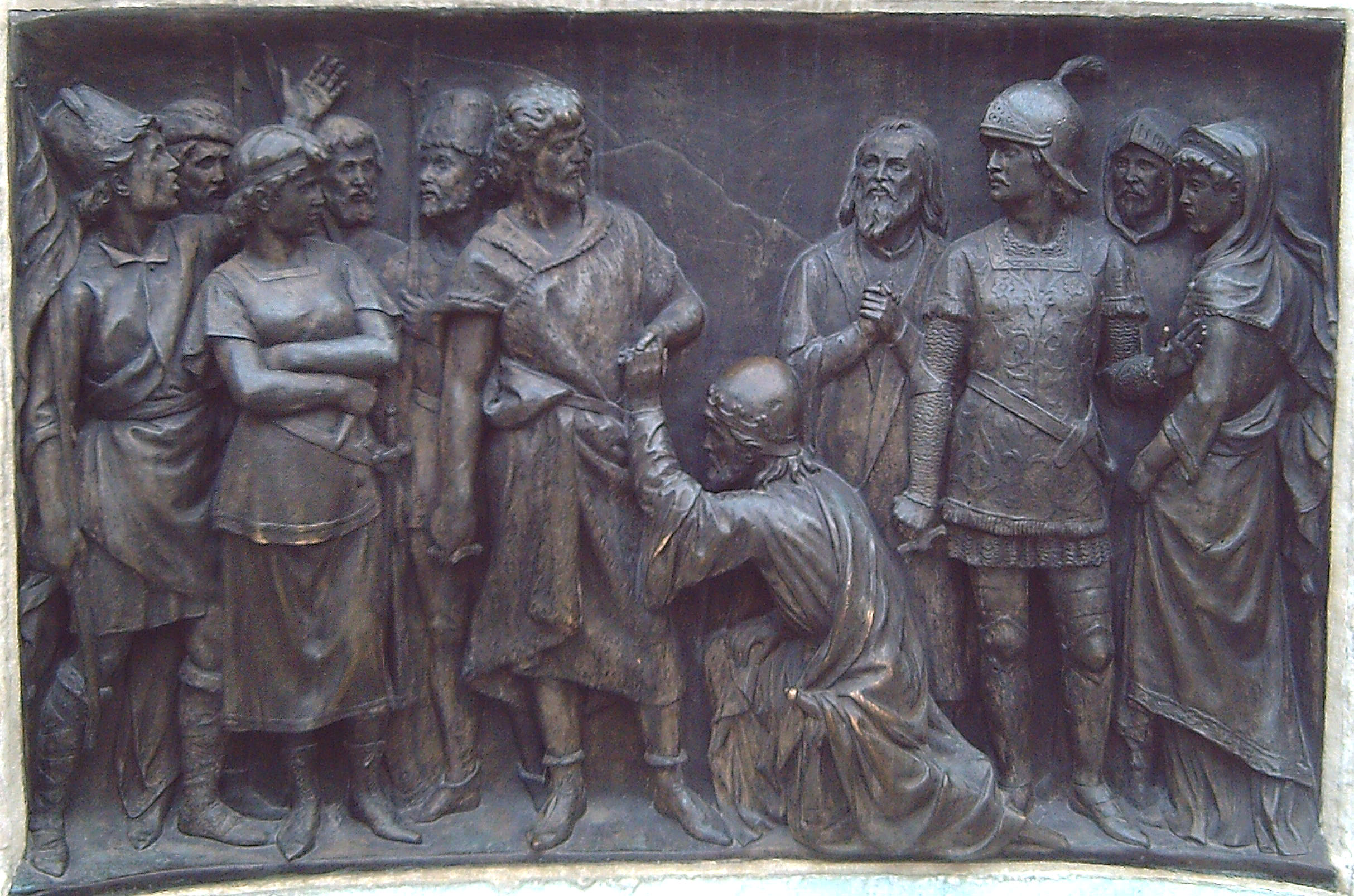
La vida es sueño. Detalle del monumento a Calderón de Madrid (Joan Figueras Vila, 1878).

La educación en colegios de la Compañía de Jesús de Calderón lo llevó a asimilar el pensamiento de San Agustín y Tomás de Aquino a través de la interpretación de Domingo Báñez, Luis de Molina y Francisco Suárez, y así Menéndez Pelayo lo creyó aristotélico. La crítica más reciente (Michele Federico Sciacca, Jack Sage, Ángel Valbuena Briones) ha valorado igualmente la enorme importancia que tuvo en Calderón la filosofía neoplatónica. Junto a esto se percibe en su teatro un profundo pesimismo a pesar de la autonomía y validez de la acción humana. Sus obras suelen centrarse en la oposición o confrontación entre:
- La razón y las pasiones
- Lo intelectual y lo instintivo
- El entendimiento y la voluntad.

La vida es una peregrinación, un sueño, y el mundo es un teatro de apariencias. Su pesimismo está atemperado por su fe en Dios y por el fuerte racionalismo que asimiló de Tomás de Aquino. El sentido de la angustia de muchos de sus personajes lo aproximan al existencialismo cristiano contemporáneo y al pesimismo de Arthur Schopenhauer:

¿Qué es la vida? Un frenesí. / ¿Qué es la vida? Una ilusión, / una sombra, una ficción, / y el mayor bien es pequeño. / ¡Que toda la vida es sueño, / y los sueños, sueños son!

Asimismo Fernando, el príncipe constante, exclama así poco antes de morir consumido por su propia voluntad:

Pero, ¿qué mal no es mortal / si mortal el hombre es, / y en este confuso abismo / la enfermedad de sí mismo / le viene a matar después? / Hombre, mira que no estés / descuidado. La verdad / sigue, que hay eternidad / y otra enfermedad no esperes / que te avise, pues tú eres / tu mayor enfermedad. / Pisando la tierra dura / de continuo el hombre está, / y cada paso que da / es sobre su sepultura. / Triste ley, sentencia dura / es saber en cualquier caso / cada paso ¡gran fracaso! / es para andar adelante, / y Dios no es a hacer bastante / que no haya dado aquel paso.
El príncipe constante, jornada III

Calderón posee un concepto providencialista de la historia, antigua o contemporánea, que es huella de la voluntad divina y por lo tanto posee un sentido, aunque Dios no permita que lo encontremos en la vida terrenal, y contempla esa misma voluntad en el mundo natural, ordenado según los cuatro elementos y donde se puede leer el plan y la promesa de Dios, aunque no adivinar su sentido último.
El repertorio temático de Calderón es amplio y se trata con muy diversas variantes; el honor; la relación del hombre con el poder y, en relación con esto, la libertad y la responsabilidad moral o el conflicto entre realidad e ilusión, frecuente en la estética barroca del desengaño. Trata de una forma particular los celos patológicos y los conflictos edípicos.

## Icono cultural

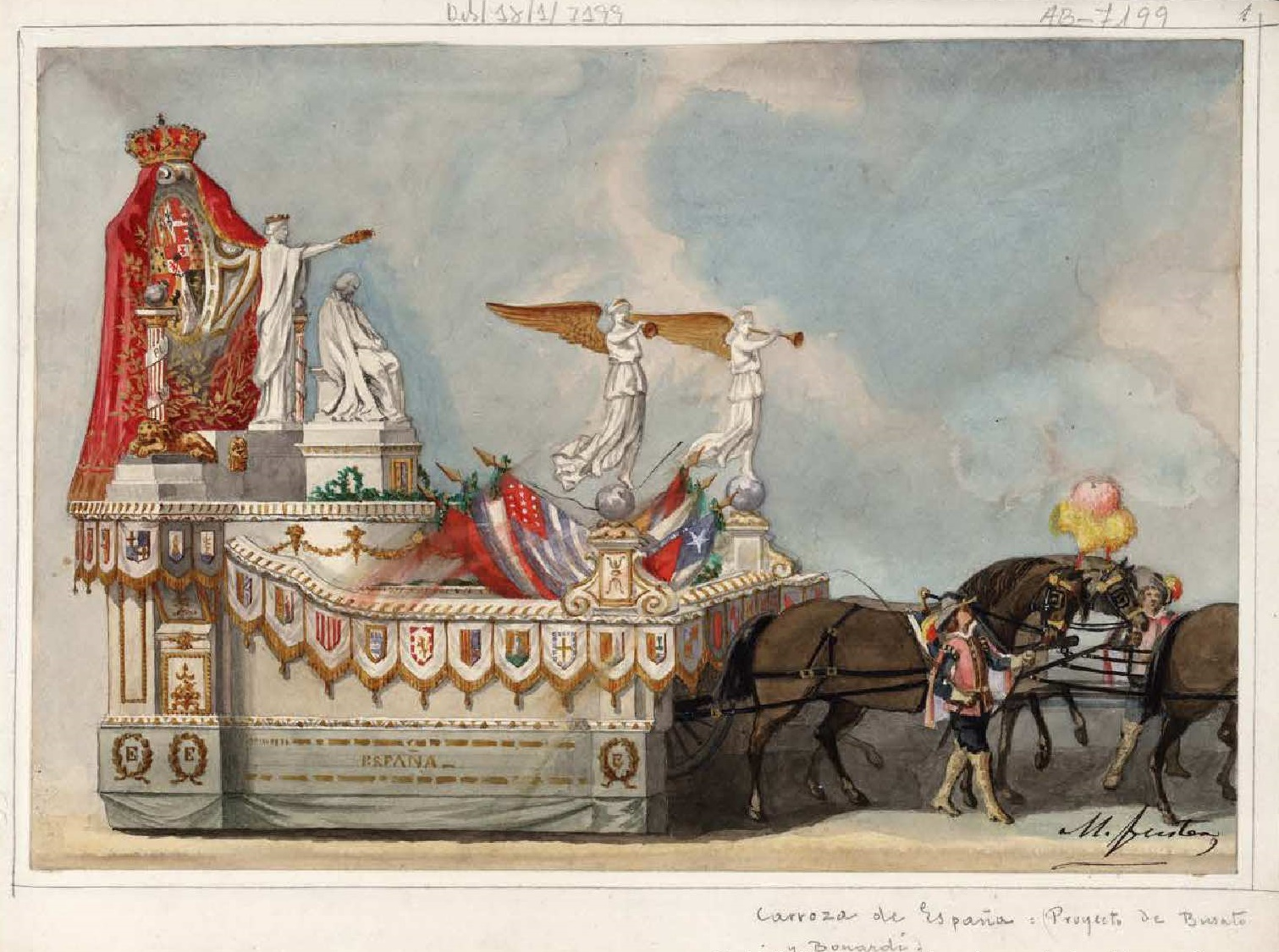
Mateo Fuster, carroza de España, proyecto de Giorgio Busato y Bernardo Bonardi, acuarela. Álbum de dibujos del Centenario de Calderón de la Barca:Carrozas, comparsas y estandartes del Cortejo histórico que figuró en Madrid en las fiestas de 1881. Madrid, Biblioteca Nacional de España

El aprecio por su figura, iniciado desde Menéndez Pelayo, se consolidó en el siglo XX hasta el punto de ser considerado como icono cultural.
Dos siglos después de su muerte, algunos grupos sociales llegarían a considerarlo como un defensor de la fe católica y del modo de vida preliberal español. En 1881, durante un acto en El Retiro, relacionado con la conmemoración del bicentenario de Calderón, Menéndez Pelayo brindaría con académicos extranjeros por la celebración de la España de Calderón y la superioridad de la raza latina sobre la «barbarie germánica».
Félix Sardá y Salvany cuestionó la reivindicación hecha por progresistas y liberales del doble centenario. Para los primeros, su figura constituía la encarnación más brillante de la posición religiosa española.
Más allá de esto, lectores, académicos, intérpretes y grupos teatrales de todo el mundo reconocen en Calderón de la Barca a uno de los escritores y autores dramáticos más brillantes del período barroco. Junto con sus textos, las demandas planteadas por el teatro calderoniano contribuyeron decisivamente a perfeccionar y acrecentar los medios técnológicos con los que contaban los teatros auriseculares en los que se representaron.

## La escuela dramática de Calderón
La depurada fórmula dramática calderoniana y su particular estilo fueron imitados por importantes ingenios que, como el madrileño, refundieron obras ya compuestas por Lope y sus discípulos al mismo tiempo que componían piezas originales. Los más importantes entre estos autores fueron Francisco de Rojas Zorrilla y Agustín Moreto, pero también hay que contar entre sus discípulos a Antonio de Solís y Rivadeneyra, Juan Bautista Diamante, Agustín de Salazar, Sor Juana Inés de la Cruz, Cristóbal de Monroy, Álvaro Cubillo de Aragón y Francisco Bances Candamo. Otros autores que siguieron a Calderón y alcanzaron algún éxito fueron además Juan de Zabaleta, Juan de la Hoz y Mota, Jerónimo de Cáncer, Juan de Matos Fragoso, Alejandro Arboreda y Antonio Coello, que escribieron frecuentemente en colaboración; también Juan Vélez de Guevara, hijo del celebérrimo dramaturgo Luis Vélez de Guevara; Antonio Martínez de Meneses y Francisco de Leiva.

## Obras principales

### Piezas dramáticas datables
- La selva confusa, comedia de enredo (1622).
- Amor, honor y poder, comedia histórica (1623).
- La cisma de Inglaterra, drama histórico (1627).
- Casa con dos puertas, mala es de guardar, comedia de enredo (1629).
- La dama duende, comedia de enredo (1629).
- El príncipe constante, drama histórico (1629).
- La banda y la flor comedia (1632).
- La cena del rey Baltasar, auto sacramental (1632).
- El mágico prodigioso, drama religioso (1637).
- El mayor monstruo del mundo, drama de honor (1637).
- El médico de su honra, drama de honor (1637).
- Los dos amantes del cielo, drama religioso (1640).
- El secreto a voces, comedia palatina (1642)
- El pintor de su deshonra, drama de honor (1650).
- El alcalde de Zalamea, drama de honor (1651).
- La hija del aire, drama histórico (1653).
- El gran teatro del mundo, auto sacramental (1655).
- Guárdate del agua mansa, comedia de enredo (1657).
- Eco y Narciso, drama mitológico (1661).
- Hado y divisa de Leonido y de Marfisa (1680).

### Dramas
- Alcalde de Zalamea, El.
- Amado y aborrecido.
- Amar después de la muerte o El Tuzaní de la Alpujarra.
- Apolo y Climene.
- A secreto agravio secreta venganza.
- Armas de la hermosura, Las.
- Aurora en Copacabana, La.
- Cabellos de Absalón, Los.
- Cadenas del demonio, Las.
- Celos, aun del aire, matan.
- Cisma de Ingalaterra, La.
- Darlo todo y no dar nada.
- De un castigo tres venganzas.
- Devoción de la Cruz, La.
- Dos amantes del cielo, Los.
- Duelos de amor y lealtad.
- Eco y Narciso.
- En esta vida todo es verdad y todo es mentira (1664).
- Estatua de Prometeo, La.
- Exaltación de la Cruz, La.
- Fiera, el rayo y la piedra, La.
- Fieras afemina amor.
- Fineza contra fineza.
- Fortunas de Andrómeda y Perseo.
- Golfo de las sirenas, El.
- Gran Cenobia, La.
- Gran príncipe de Fez, El.
- Hija del aire, La (dos partes).
- Hijo del Sol, Faetón, El.
- Hijos de la fortuna, Teágenes y Cariclea, Los.
- José de las mujeres, El.
- Judas macabeo.
- Laurel de Apolo, El.
- Luis Pérez el Gallego.
- Mágico prodigioso, El.
- Mayor encanto amor, El.
- Mayor monstruo del mundo, El.
- Médico de su honra, El o El celoso de su honra.[41]
- Monstruo de los jardines, El.
- Ni amor se libra de amor.
- Niña de Gómez Arias, La.
- Origen, pérdida y restauración de la Virgen del Sagrario o Las tres edades de España.[41]

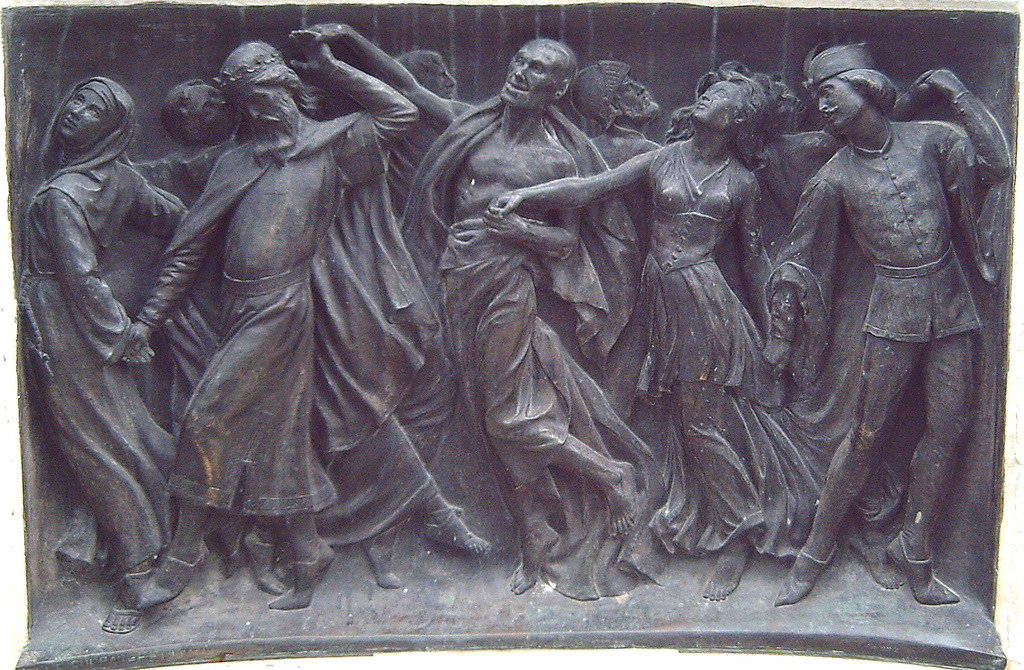
La Danza de la Muerte. Detalle del monumento a Calderón de Madrid (Joan Figueras Vila, 1878).

- Postrer duelo de España, El.
- Pintor de su deshonra, El.
- Príncipe constante, El.
- Purgatorio de San Patricio, El.
- Púrpura de la rosa, La.
- Saber del mal y del bien.
- Segundo Escipión, El.
- Sibila de Oriente, La.
- Sitio de Breda, El.
- Tres afectos de amor, Los.
- Tres justicias en una, Las.
- Tres mayores prodigios, Los.

### Comedias
- Acaso y el error, El.
- Afectos de odio y amor.
- Agradecer y no amar.
- Alcalde de sí mismo, El.
- Amigo, amante y leal.
- Amor, honor y poder.
- Antes que todo es mi dama.
- Argenis y Poliarco.
- Astrólogo fingido, El.
- Auristela y Lisidante.
- Banda y la flor, La.
- Basta callar.
- Bien vengas, mal, si vienes solo.
- Cada uno para sí.
- Casa con dos puertas, mala es de guardar.
- Castillo de Lindabridis, El.
- Conde Lucanor, El.
- Con quien vengo, vengo.
- Cuál es mayor perfección.
- Dama duende, La.
- Dar tiempo al tiempo.
- Desdicha de la voz, La.
- De una causa, dos efectos.
- Dicha y desdicha del nombre.
- Empeños de un acaso, Los.
- Encanto sin encanto, El.
- Escondido y la tapada, El.
- Fuego de Dios es el querer bien.
- Galán fantasma, El.
- Guárdate del agua mansa.
- Gustos y disgustos son no más que imaginación.
- Hado y divisa de Leonido y de Marfisa.
- Hombre pobre todo es trazas.
- Jardín de Falerina, El.
- Lances de amor y fortuna.
- Maestro de danzar, El.
- Manos blancas no ofenden, Las.
- Mañana será otro día.
- Mañanas de abril y mayo.
- Mejor está que estaba.
- Mujer, llora y vencerás.
- Nadie fíe su secreto.
- No hay burlas con el amor.
- No hay cosa como callar.
- No siempre lo peor es cierto.
- Para vencer amor, querer vencerle.
- Peor está que estaba.
- Primero soy yo.
- Puente de Mantible, La.
- Secreto a voces, El.
- Selva confusa, La.
- Señora y la criada, La.
- También hay duelo en las damas.

### Autos sacramentales
(Por orden alfabético)
- A Dios por razón de estado (1650-1660).
- Alimentos del hombre, Los (1676).
- A María el corazón (1664).
- Amar y ser amado y divina Filotea (1681).
- Andrómeda y Perseo (1680).
- Año santo de Roma, El (1650).
- Año santo en Madrid, El (1615–1652).
- Árbol del mejor fruto, El (1661).
- Arca de Dios cautiva, El (1673).
- Cena del rey Baltasar, La (1634).
- Cordero de Isaías, El (1681).
- Cubo de la Almudena, El (1651).
- Cura y la enfermedad, La (1657-1658).
- Devoción de la misa, La (¿1637?).
- Diablo mudo, El (1660).
- Día mayor de los días, El (1678).
- Divino Jasón, El (antes de 1630).
- Divino Orfeo, El (dos versiones).
- Encantos de la culpa, Los (¿1645?).
- Espigas de Ruth, Las (1663).
- Gran Duque de Gandía, El (¿1639?).
- Gran mercado del mundo, El (¿1634-1635?).
- Gran teatro del mundo, El (¿1634-1635?).
- Hidalga del Valle, La (¿1634?).
- Humildad coronada de las plantas, La (1644).
- Iglesia sitiada, La (antes de 1630).
- Indulto general, El (1680).
- Inmunidad del Sagrado, La (1664).
- Jardín de Falerina, El (1675).
- Laberinto del mundo, El (1677).
- Lepra de Constantino, La.
- Lirio y la azucena, El (1660).
- Llamados y escogidos (¿1648–1649?).
- Lo que va del hombre a Dios (¿1640?).
- Maestrazgo del Toisón, El (1659).
- Misterios de la misa, Los (1640).
- Mística y real Babilonia (1662).
- Nave del mercader, La (1674).
- No hay instante sin milagro (1672).
- No hay más fortuna que Dios (¿1653?).
- Nuevo hospicio de pobres (1688).
- Nuevo Palacio del Retiro, El (1634).
- Orden de Melchisedech, El.
- Órdenes militares, Las (1662).
- Pastor Fido, El (¿1677?).
- Piel de Gedeón, La.
- Pintor de su deshonra, El.
- Pleito matrimonial del cuerpo y el alma, El (1634).
- Primer flor del Carmelo, La (antes de 1650).
- Primero y segundo Isaac (¿antes de 1659?).
- Primer refugio del hombre y probática piscina, El (1661).
- Protestación de la fe, La (1656).
- Psiquis y Cupido (1640).
- ¿Quién hallará mujer fuerte?.
- Redención de cautivos, La (hacia 1672).
- Sacro Parnaso, El (1659).
- Santo rey don Fernando, El (primera y segunda parte) [1671].
- Segunda esposa y triunfar muriendo, La (¿1648-1649?).
- Semilla y la cizaña, La (1651).
- Serpiente de metal, La (1676).
- Siembra del Señor, La (anterior a 1655).
- Socorro general, El (1644).
- Sueños hay que verdad son (1670).
- Tesoro escondido, El (1679).
- Torre de Babilonia, La.
- Tu prójimo como a ti (segunda redacción) [antes de 1674].
- Universal redención, La. A tu prójimo como a ti.
- Vacante general, La (1649).
- Valle de la Zarzuela, El (¿hacia 1655?).
- Veneno y la triaca, El (1634).
- Verdadero Dios Pan, El (1670).
- Viático cordero, El (1665).
- Vida es sueño, La (segunda redacción) [antes de 1674].
- Viña del Señor, La (1674).

### Teatro breve (bailes, entremeses, jácaras y mojigangas)
- Baile de las jácaras (parte 2).
- Baile de la plazuela de Santa Cruz.
- Baile de los zagales.
- Entremés de la barbuda (partes 1 y 2).
- Entremés de la casa de los linajes.
- Entremés de las carnestolendas.
- Entremés de la casa holgana.
- Entremés del convidado.
- Entremés de los degollados.
- Entremés de don Pegote.
- Entremés del dragoncillo.
- Entremés del escolar y el soldado.
- Entremés de la Franchota.
- Entremés de guardadme las espaldas.
- Entremés de los instrumentos.
- Entremés de las jácaras (parte 1).
- Entremés del desafío de Juan Rana.
- Entremés de la melancólica.
- Entremés de la pedidora.
- Entremés del mayorazgo.
- Entremés de la plazuela de Santa Cruz.
- Entremés de la premática (partes 1 y 2).
- Entremés del reloj y genios de la venta.
- Entremés de la rabia (parte 1).
- Entremés del robo de las Sabinas.
- Entremés del sacristán mujer.
- Entremés del toreador.
- Entremés del triunfo de Juan Rana.
- Jácara del Mellado.
- Mojiganga de la garapiña.
- Mojiganga de los guisados.
- Mojiganga de los ciegos.
- Mojiganga de la muerte.
- Mojiganga de la pandera.
- Mojiganga del Parnaso (parte 2 de la Rabia).
- Mojiganga del pésame de la viuda.
- Mojiganga de Juan Rana en la zarzuela.
- Mojiganga de los sitios de recreación del Rey.

### Obras en colaboración
- La bárbara de los montes (la primera jornada de Tomé de Miranda, las otras dos de Calderón).[41]
- Margarita preciosa, La (con Juan de Zabaleta y Jerónimo de Cáncer y Velasco).
- Más hidalga hermosura, La (con Juan de Zabaleta y Francisco de Rojas Zorrilla).
- Monstruo de la fortuna, El (con Juan Pérez de Montalbán y Francisco de Rojas Zorrilla).
- Prodigio de Alemania, El (con Antonio Coello y Ochoa).
- Proezas de Frislán, y muerte del Rey de Suecia, Las (con Antonio Coello y Ochoa).
- Troya abrasada (con Juan de Zabaleta).
- Yerros de naturaleza y aciertos de la fortuna (con Antonio Coello y Ochoa).

### Obras atribuidas
- Castigo en la traición, El.
- Primer blasón del Austria, El.
- Que busca la mojiganga, El.
- Saco de Amberes, El.
- Agravios satisfechos y vísperas sicilianas, Los.[42]
- Palabra en la mujer, La.[41]
- Mujeres cuando quieren, Las.[41]
- Honra, confusión y amor.[41]
- Huyendo vence el honor.[43]
- Casamentero, El[41]
- Mejor testigo es Dios, El.[41]
- El prodigio de Alemania.[41]
- Paciencia de Job, La.[41]
- Pedir con mal intento, El.[41]
- Perdón castiga más, El.[41]
- Marco Antonio y Cleopatra.[41]

## Ediciones históricas de obras de Calderón

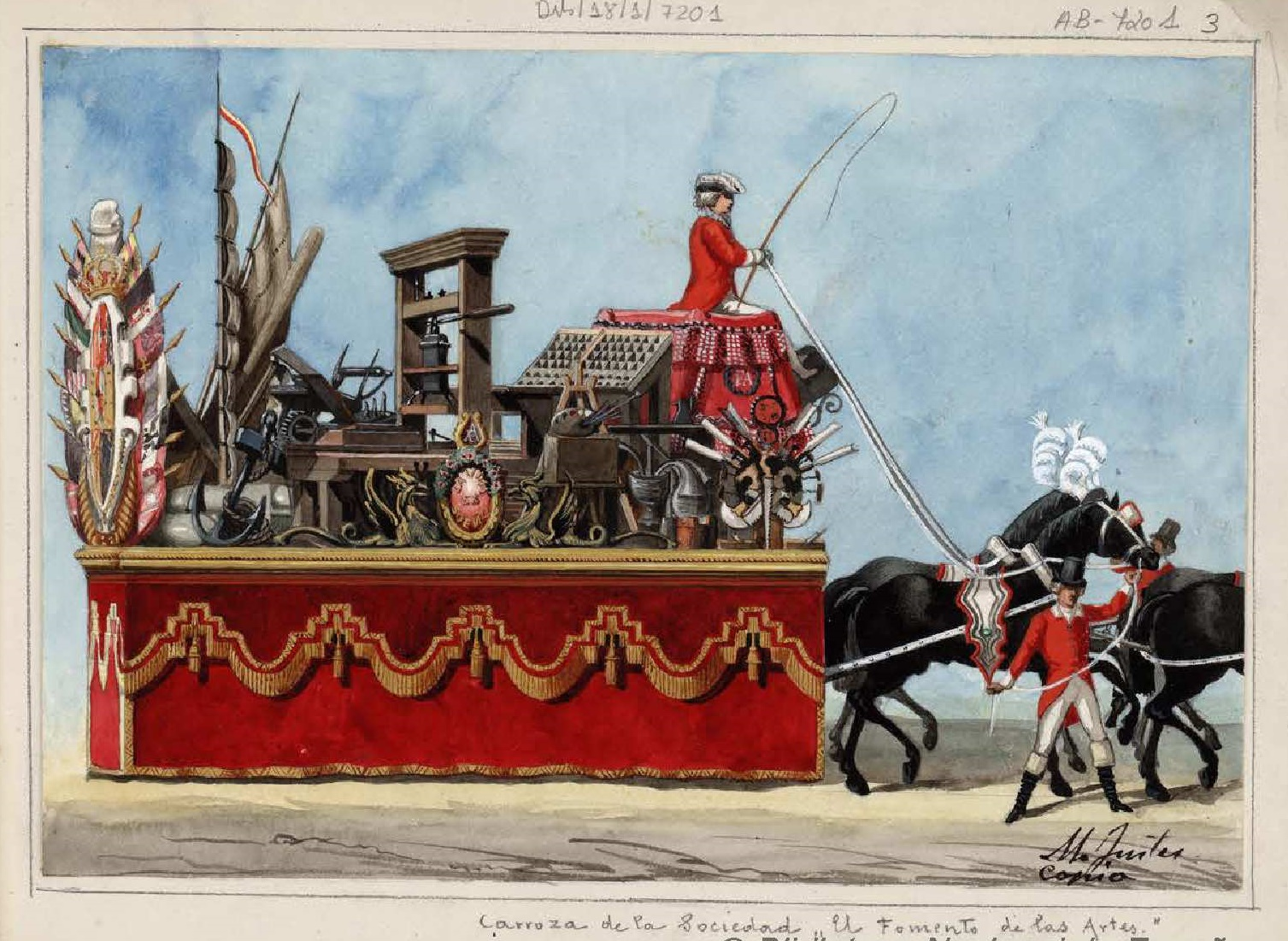
Mateo Fuster, carroza de la sociedad El Fomento de las Artes, acuarela. Álbum de dibujos del Centenario de Calderón de la Barca: Carrozas, comparsas y estandartes del Cortejo histórico que figuró en Madrid en las fiestas de 1881. Madrid, Biblioteca Nacional de España.

- Primera parte de Comedias de don Pedro Calderón de la Barca, Madrid, por la viuda de Juan Sánchez, a costa de Gabriel de León, 1636
- Segunda parte de Comedias de don Pedro Calderón de la Barca, Madrid, Por María de Quiñónez, 1637 (Parte segunda de comedias del celebre poeta don Pedro Calderon de la Barca [...], que nueuamente corregidas publica don Juan de Vera Tassis y Villaroel [sic], en Madrid, por Francisco Sanz, 1683)
- Tercera parte de Comedias de Don Pedro Calderón de la Barca, Madrid, por Domingo García Morràs, a costa de Domingo Palacio y Villegas, 1664
- Cuarta parte de Comedias de Don Pedro Calderón de la Barca, Madrid, por Bernardo de Hervada, a costa de Antonio de la Fuente, 1674
- Verdadera Quinta parte de Comedias de don Pedro Calderón de la Barca que publica Don Juan de Vera Tassis y Villarroel, Madrid, Por Francisco Sanz, 1682
- Sexta parte de Comedias de don Pedro Calderón de la Barca que nuevamente corregidas por sus originales publica don Juan de Vera Tassis y Villarroel, Madrid, por Francisco Sanz, 1683
- Séptima parte de Comedias de Don Pedro Calderón de la Barca que nuevamente corregidas, publica Don Juan de Vera Tassis y Villarroel, Madrid, Por Francisco Sanz, 1683
- Octaua parte de comedias del celebre poeta español don Pedro Calderon de la Barca [...], que corregidas por sus originales publica don Iuan de Vera Tassis y Villarroel, en Madrid, por Francisco Sanz, 1684
- Novena parte de Comedias de Don Pedro Calderón de la Barca que nuevamente corregidas, publica Don Juan de Vera Tassis y Villarroel, Madrid, Por Francisco Sanz, 1691
- Ed. facs. de las nueve partes en The comedias of Calderón. A facsimile edition, ed. de D. W. Cruickshank y John E. Varey, Londres, 1973, 19 vols.
- Las Comedias de ~, cotejadas con las mejores ediciones hasta ahora publicadas, corregidas y dadas a luz por Juan Jorge Keil, Leipsique, publicado en casa de Ernesto Fleischer, 1827-1830, 4 vols.
- Comedias de don Pedro Calderón de la Barca: colección más completa que todas las anteriores hecha e ilustrada por Juan Eugenio Hartzenbusch, Madrid, M. Rivadeneyra, 1848-1850, 4 vols. Biblioteca de Autores Españoles, 7, 9, 12, 14
- Autos sacramentales, alegoricos, y historiales de Don Pedro Calderón de la Barca, Obras posthumas, que saca a luz don Pedro de Pando y Mier, Parte Primera, Madrid, En la Imprenta de Manuel Ruiz de Murga, 1717, 6 ts. (ed. Autos sacramentales alegóricos y historiales del phenix de los poetas / el español, Don Pedro Calderón de la Barca, cavallero del Orden de Santiago, capellán de honor de S. M. y de los Señores Reyes nuevos de la Santa Iglesia de Toledo; obras pósthumas que saca a luz Don Juan Fernández de Apontes, Madrid, en la Oficina de la Viuda de Don Manuel Fernández e Imprenta del Supremo Consejo de la Inquisición, 1759-1760, 6 vols.
- Ignacio Arellano (dir.), Autos sacramentales completos de Calderón, Pamplona-Kassel, Universidad de Navarra-Edition Reichenberger, 1992-2009)
- Entremeses, jácaras y mojigangas, ed. de E. Rodríguez y A. Tordera, Madrid, Castalia, 1983 (reeds. 1990, 2001)
- Teatro cómico breve, ed. de M.ª L. Lobato, Kassel, Reichenberger, 1989
- Obras completas, ed., pról. y notas de Ángel Valbuena Briones, Madrid, Aguilar, 1952-1956, 3 vols. (t. 1. Dramas, t. 2. Comedias, t. 3. Autos sacramentales, recopil., pról. y notas por Ángel Valbuena Prat)
- Autos sacramentales, ed. de Enrique Rull Fernández, Madrid, Biblioteca Castro, 8 vols., impresos 3 desde 1994.
- Comedias, ed. coordinada por Luis Iglesias Feijoo, Madrid, Biblioteca Castro, 6 vols. desde 2007.

## Obras de creación inspiradas en argumentos calderonianos
- Antoine Le Métel d'Ouville, L'Esprit follet (París, 1642), imitación de La dama duende.
- Antoine Le Métel d'Ouville, Jodelet astrologue (París, 1646), imitación de El astrólogo fingido de Calderón.
- Thomas Corneille imita El astrólogo fingido de Calderón en su pieza Le Feint Astrologue (1647, impresa en Ruan y París, 1651), y es imitado asimismo por John Dryden en su An Evening's Love al año siguiente.
- François Le Métel de Boisrobert imita Casa con dos puertas mala es de guardar en L'Inconnue (París, 1655)
- Philippe Quinault imita El galán fantasma en su Le Fantôme amoureux (1657)
- François Le Métel de Boisrobert imita La vida es sueño en su novela La vie n'est qu'un songe (1657)
- Thomas Corneille imita Casa con dos puertas mala es de guardar y Los empeños de un acaso en Les engagéments du hazard (Ruan y París, 1657)
- George Digby adapta No siempre lo peor es cierto en su obra Elvira, or the Worst not Always True (1664)
- John Dryden inspira su The Indian Emperour (1665) en El príncipe constante.
- Música para El secreto a voces (1671) de Giovanni Maria Pagliardi.
- William Wycherley inspira su Love in a Wood (1671) en Mañanas de abril y mayo de Calderón.
- William Wycherley inspira su The Gentleman Dancing-Master (1672) en El maestro de danzar de Calderón.
- John Dryden inspira su The Assignation (1672) en Con quien vengo, vengo de Calderón.
- Aphra Behn inspira su The Young King (1679) en La vida es sueño de Calderón.
- Alain René Lesage imita Peor está que estaba de Calderón en su comedia Don César Ursin, representada en 1707 en París con éxito.
- Il y a bonne justice, ou le Paysan magistrat (1778), comedia de Jean-Marie Collot d'Herbois inspirada en El alcalde de Zalamea.
- Isabelle et Fernand ou L'Alcalde de Zalaméa (1783), comédie mêlée d'ariettes de Stanislas Champein, con libreto de L. - F. Faur sobre El alcalde de Zalamea.
- El alcalde reelecto [Teatro de la Cruz, 25 de diciembre de 1792], tonadilla general de Blas de Laserna.[44]
- La tragedia [1799-1808], tonadilla a dúo de autor desconocido.[44]
- En 1814 publica Nicolás Böhl de Faber en El Mercurio Gaditano un artículo titulado «Reflexiones de Schlegel sobre el teatro traducidas del alemán» donde se reivindica la obra de Calderón introduciendo el Romanticismo en España.
- El poeta Percy B. Shelley escribe en noviembre de 1820 una carta a Thomas L. Peacock donde dice que "No leo más que griego y español: Platón y Calderón son mis dioses".
- Der Graf Lucanor (1845), traducción de El conde Lucanor de Calderón por Joseph von Eichendorff.
- Die geistlichen Schauspiele Calderons (1846–53), 2 vols., de Joseph von Eichendorff.
- Calderon, his Life and Genius, with Specimens of his Plays (1856), ensayo y antología del irlandés Richard Chenevix Trench.
- Música incidental para Der wundertätige Magus (El mágico prodigioso), 1865, de Josef Gabriel Rheinberger.
- Música incidental para Der Richter von Zalamea (1883) de Engelbert Humperdinck.
- The Humours of the Court (1893), una comedia de Robert Bridges inspirada en El secreto a voces de Calderón.
- Dos canciones de Der Richter von Zalamea (1904), con música de Richard Strauss, con la traducción de Rudolf Presber.
- Manuel de Falla, música incidental para la representación del auto sacramental de Pedro Calderón de la Barca El gran teatro del mundo que se realizó en la Plaza de los Aljibes de la Alhambra el 27 de junio de 1927.
- Laurenca, Johannisnacht, música escénica para de Carl Schadewitz (1887-1947).

- El poeta Boris Pasternak decide en sus últimos años traducir la obra de Pedro Calderón de la Barca.
- Calderón (1966), pieza teatral de Pier Paolo Pasolini, está inspirada en La vida es sueño, y fue llevada a la televisión para la RAI en 1981 sobre la versión del teatro estable de Friuli-Venezia Giulia, por Giorgio Pressburger. La obra ya había sido representada por Luca Ronconi.
- Francisco Nieva hace los figurines para La dama duende en 1966.
- El famoso montaje de El príncipe constante que realizó el director de escena polaco Jerzy Grotowski realizó en Breslavia en 1968, con interpretación de Ryzsard Cieslak, influyó en su concepción dramática del teatro pobre.
- Mahmud Ali Makki traduce al árabe El alcalde de Zalamea de Calderón de la Barca (1993).
- Música incidental para El gran teatro del mundo (1998) por Antón García Abril.
- Calderón es un personaje en la novela El sol de Breda (1998) de Arturo Pérez-Reverte
- La novela de Giannina Braschi Estados Unidos de Banana (2011) se inspira en La vida es sueño.
- Albert Camus hizo una adaptación de La devoción de la cruz al francés, publicada por Gallimard.

### Óperas basadas en obras de Calderón de la Barca

#### Afectos de odio y amor
- Gare dell´Odio e dell´Amore, opera scenica, compositor desconocido, Macerata, 1666;
- L´odio e l´amore, musica de C. F. Pollaroli, Teatro S. Giovanni Grisostomo, Venecia 1703 / 1717;

#### El alcalde de sí mismo
- Sein Selbst Gefangener, oder der närrische Prinz Jodelet, opera buffa, música de Johann Wolgang Franck, Hamburgo 1680;
- Il carceriere di se medesimo, ópera con música de Alessandro Melani, Florencia 1681;
- Der lächerliche Printz Jodelet, ópera con música de Reinhard Keiser, Hamburgo 1726;

#### El alcalde de Zalamea
- Isabelle et Fernand, ou l´Alcade [sic] de Zalamea, opéra comique de N. Faur, París 1784;
- Pedro de Zalamea, ópera con música de Benjamin Godard, Amberes 1884;
- Dommeren i Zalamea, ópera de Christian Frederik Emil Horneman, 1892;
- Der Richter von Zalamea, ópera con música de Georg Jarno y libreto de Viktor Blüthgen y música de Georg Jarno, 1899;
- Pedro Crespo oder der Richter von Zalamea, ópera con música de Arthur Piechler, 1944;
- El alcalde de Zalamea, zarzuela con música de Henri Collet, 1946.

#### Amigo, amante y leal
- La potenza della lealtá, riverena e fedeltá, ópera con música de autor desconocido, Bolonia 1685;

#### Ni amor se libra de amor
- Ni amor se libra de amor, semi-ópera con libreto de Pedro Calderón de la Barca y música de Juan Hidalg, 1662;
- La Psiche o vero Amore innamorato, ópera con libreto de Giuseppe Domenico de Totis y música de Alessandro Scarlatti, (1683);

#### La banda y la flor
- Liebe und Eifersucht, ópera con libreto y música de E.T.A. Hoffmann, 1807;

#### Casa con dos puertas mala es de guardar
- La maison a deux portes, opera comique, compositor desconocido, Foire de Saint-Laurent 1755;
- Hus med dubbel ingång (1970), comedia lírica con música de Hilding Constantin Rosenberg, 1970;

#### Céfalo y Pocris
- Procris und Cephalus, opera con música de Georg Bronner, Hamburgo 1701;

#### La cisma de Occidente
- Henry VIII, opera con libreto de Léonce Détroyat y Armand Silvestre con música de Camille Saint-Saëns, París 1883;

#### Celos aun del aire matan
- Celos aun del aire matan (1660), libreto de Pedro Calderón de la Barca y música de Juan Hidalgo, Madrid 1660;

#### Contra el amor desengaño
- Contra el amor desengaño, semi-ópera con libreto de Pedro Calderón de la Barca y música de Juan Hidalgo, 1679;

#### La dama duende
- The Lady and the Devil, farsa operística don libreto de William Dimond y música de Michael Kelly, Londres 1820;
- Dame Kobold, ópera con libreto de Paul Reber y música de Joseph Joachim Raff, Berlín y Weimar 1870;
- Die Dame Kobold, ópera con libreto de Carl Scheidemantel utilizando la música de Cosi fan tutte de Wolfgang Amadeus Mozart, Leipzig 1909;
- Dame Kobold, ópera con música y libreto de Felix Weingartner; Viena 1916;
- Dame Kobold, ópera con libreto de E. Kurt Fischer y música de Kurt von Wolfurt, Kassel 1940;
- Dame Kobold, comedia musical de Gerhard Wimberger con base en la traducción de Hugo von Hofmannsthal, 1964;

#### El divino Orfeo
- El divino Orfeo, ópera con libreto de Sumiko Shibata y música de Minao Shibata, 1984;

#### Eco y Narciso
- Echo und Narcissus, ópera con libreto de Friedrich Christian Bressand y música de Georg Bronner, Hamburgo 1694;

#### Los empeños de un acaso
- Le armi e gli amori, ópera con libreto de Giulio Rospigliosi y música Marco Marazzoli, Florencia 1658;

#### Los encantos de la culpa
- Der Sünde Zauberei, ópera con libreto basado en la traducción de Joseph von Eichendorff y música de Walter Courvoisier, 1929;

#### La estatua de Prometeo
- La estatua de Prometeo, semi-opera con libreto de Pedro Calderón de la Barca y música de Juan Hidalgo, 1670;

#### Fieras afemina amor
- Fieras afemina amor, ópera con libreto de libreto de Alejandro Rodríguez y música de Giacomo Facco, 1724;[45]

#### Las fortunas de Andrómeda y Perseo
- Las fortunas de Andrómeda y Perseo, semi-opera con música de compositor desconocido, probablemente Juan Hidalgo, conservada en la Houghton Library, Harvard, Madrid 1653;

#### El galán fantasma
- Der Liebhaber nach dem Tode, ópera con libreto de C. W. Salice-Contessa y música de E.T.A. Hoffmann, Leipzig 1826, la obra está perdida;

El gran teatro del mundo
- Le théâtre du monde, ópera con libreto de Edmond Jeanneret y música de Heinrich Sutermeister, 1956;

#### Hado y divisa de Leonido y Marfisa
Hado y divisa de Leonido y Marfisa, semi-opera con libreto de Pedro Calderón de la Barca y música de Juan Hidalgo, 1680;

#### La hija del aire
- La Semiramide ossia la schiava fortunata, ópera con libreto de G. A. Moniglia y música de Marc´Antonio Cesti, Viena 1667;
- Die glückliche Sklavin oder die Ähnlichkeit der Semiramis un des Ninus, ópera con libreto de autor desconocido y música de Marc´Antonio Cesti, Hamburgo 1693;
- Semiramis, melodrama con libreto del Barón Otto von Gemmingen y música de Wolfgang Amadeus Mozart, 1779 (texto y música están perdidos);
- Die Tochter der Luft, ópera con libreto de Josef Schreyvogel y música de Josef Weigl, 1819;
- Semiramis, fragmento de un libreto escrito por Hugo von Hofmannsthal para ser puesto en metro músico por Richard Strauss;

#### El hijo del sol, Faetón
- El hijo del sol, Faetón, semi-opera con libreto de Pedro Calderón de la Barca y música de Juan Hidalgo, 1675;

#### Lances de amor y fortuna
- Le Vicende d´Amore e di fortuna, ópera con libreto de G. B. Toschi y música de autor desconocido, Módena 1677;
- Vicende d´amore e di fortuna, ópera con libreto de C. Pallavicino y varios compositores, Venecia 1710;
- Tiberio, imperatore d´Oriente, ópera con el mismo libreto de C. Pallavicino y música de Gasparini, Venecia 1702;

#### El mágico prodigioso
- Il mago, ópera inacabada con libreto de Emilio Mucci y música de Licinio Recife;

#### Las manos blancas no ofenden
- Manos blancas no ofenden ópera de José de Herrando, 1761;

#### El mayor encanto amor
- Ulysses und Circe, Singspiel con libreto basado en la traducción realizada por August Wilhelm Schlegel y música de Bernhard Romberg, Berlín 1807;
- Circe, ópera con libreto basado en la traducción realizada por August Wilhelm Schlegel y música de Werner Egk, Múnich 1950;

#### El mayor monstruo del mundo
- Le Mariene ovvero, il maggior mostro del mondo, ópera con libreto de Giacinto Andrea Cicognini y música de compositor desconocido, Perugia 1656;
- Gli eccessi della gelosia, ópera con libreto de Domenico Lalli y música de Tomaso Albinoni, Venecia 1722;
- El mayor monstro los celos, ópera de Josep Soler i Sardà, 1977;

#### El monstruo de los jardines
- Achille in Sciro, ópera con libreto de Pietro Metastasio y música de Antonio Caldara, Viena 1736;
- Achille in Sciro, melodrama con libreto de Pietro Metastasio y música de Niccola Jomelli, Viena 1749;

#### Peor está que estaba
- Dal male il bene, dramma per musica con libreto de Giulio Rospigliosi y música de Antonio Maria Abbatini (acto primero y tercero) y Marco Marazzoli (acto segundo), 1656;

#### La puente de Mantible
- Fierabras, ópera con libreto de Joseph Kupelwieser basado en la traducción de August Wilhelm Schlegel y música de Franz Schubert, Leipzig 1886;

#### La púrpura de la rosa
- La púrpura de la rosa, ópera con libreto de Calderón de la Barca y música de Tomás de Torrejón y Velasco, Lima 1701;

#### El secreto a voces
- Das laute Geheimniss, libreto de Allgeyer basado en la refundición hecha por Carlo Gozzi, planeada para ser puesta en metro músico por Johannes Brahms, Hamburgo 1869 / 1872;

#### El sitio de Breda
- Friedenstag, ópera con libreto de Joseph Gregor y música de Richard Strauss, 1938;

#### La vida es sueño
- Aldimiro overo, Favor per favore (1683)  óperas y música de Alessandro Scarlatti y libretos de Giuseppe Domenico de Totis;
- Der königliche Printz aus Bohlen Sigismundus, oder das menschliche Leben wie ein Traum, libreto de Christian Heinrich Postel basado en la versión de Schouwenbergh y música de J. G. Conradi, Hamburgo 1693;
- La vie est un songe, ópera con libreto de Louis Fuzelier y música de compositor desconocido, París 1717;
- Segismondo, re di Polonia, ópera con libreto de autor desconocido y música de Leonardo Vinci, Turín 1727;
- Sigismondo, ópera con libreto de Giuseppe Foppa, probablemente basado en la refundición de Boissy con música de Gioachino Rossini, Venecia 1814;
- Das Leben ein Traum, ópera con música de Friedrich Ludwig Seidel, 1818;
- Das Leben ein Traum, oder das Horoskop, ópera con libreto de A. Steppes y música de Louis Schlösser, Darmstadt 1839;
- La vita e sogno, ópera con libreto y música de Gian Francesco Malipiero, Breslau 1943;
- Life is a Dream, ópera con libreto de James Maraniss y música de Lewis Spratlan, 1980;
- Segismundo (Soñar el sueño). ópera con música de Tomás Marco, 2003;
- La vida es sueño, ópera con libreto de Giacomo Carbone y músiea de David Tukici, 2010;
- Life is a Dream, ópera con libreto de Alasdair Middleton y música de Jonathan Dove, 2012;
- La vida es sueño, ópera con libreto de Iván Olano Duque y música de Juan Pablo Carreño, 2023.